# 登山

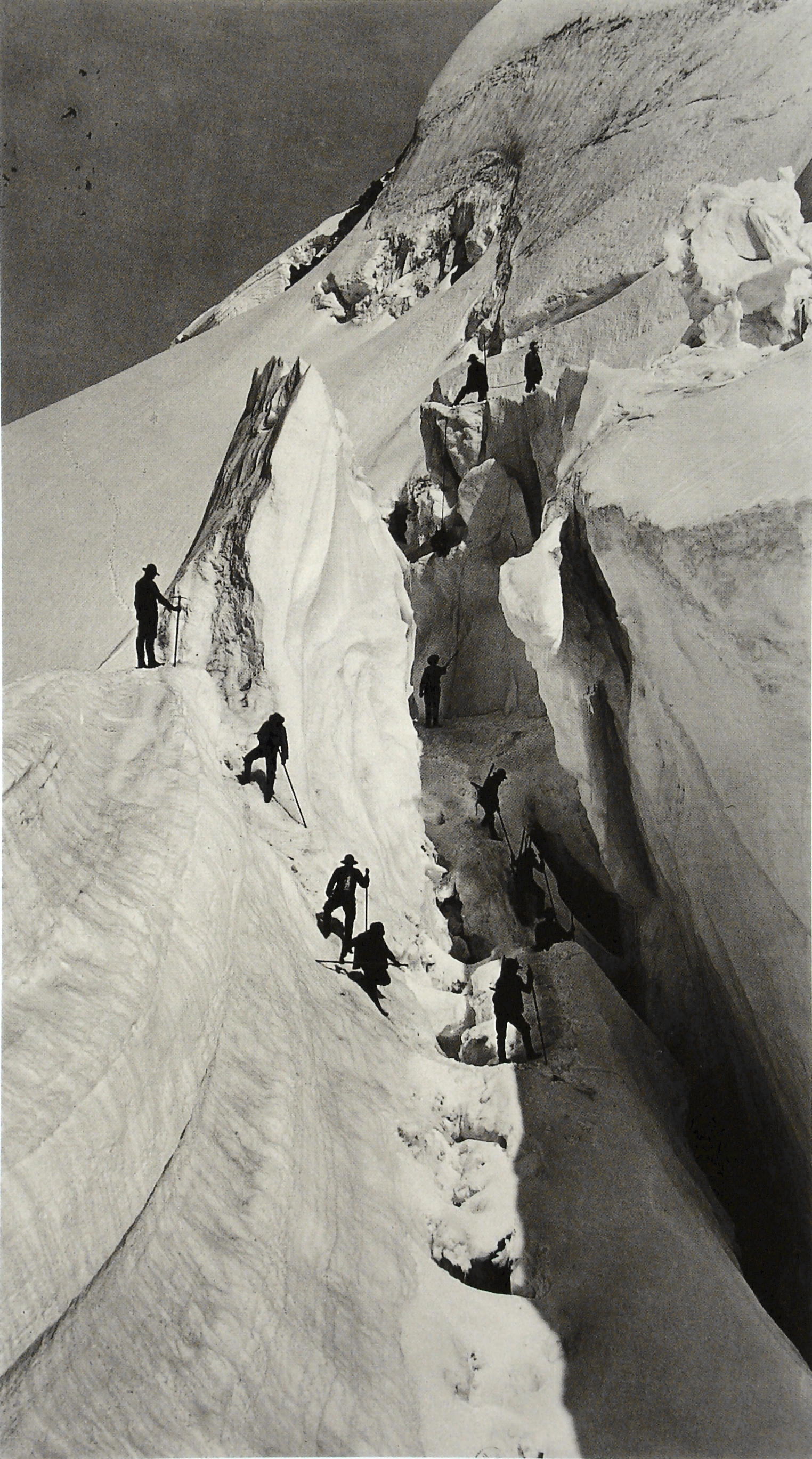
モンブランのクレバスを行く登山者たち（1862年）

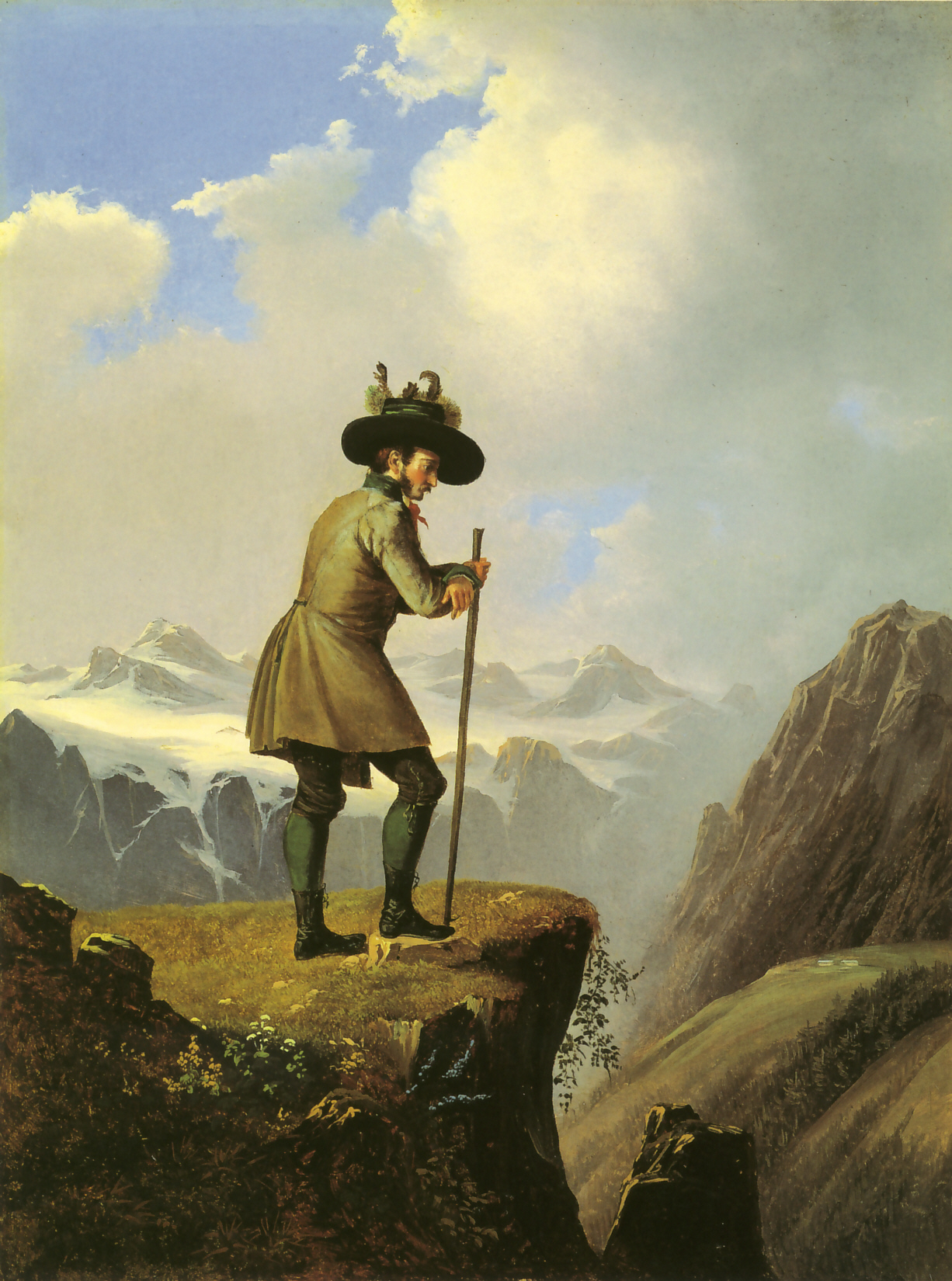
登山するAnastasius Grün（1830年ころの絵画）

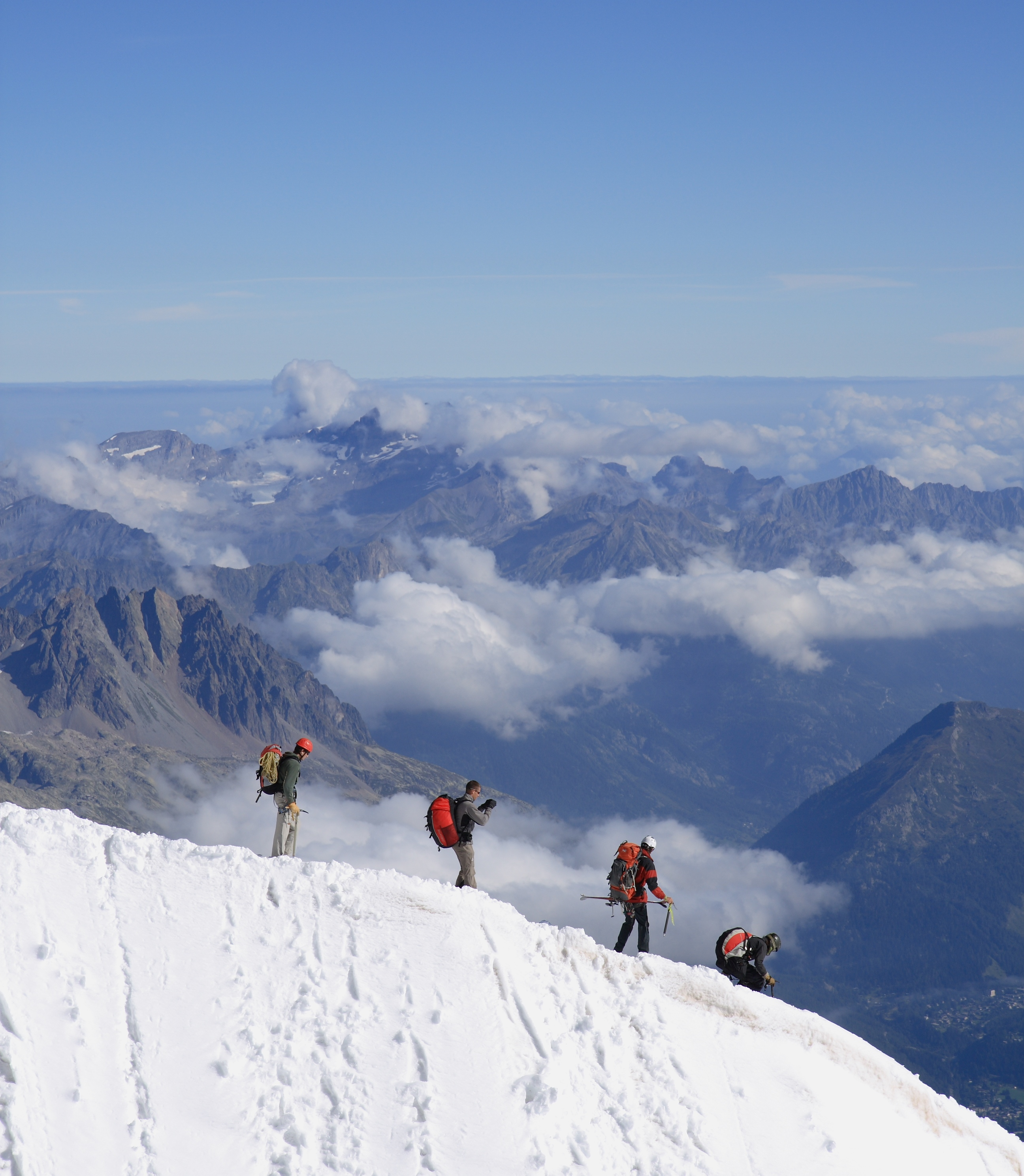
フランス、エギーユ・デュ・ミディの尾根をゆく登山者たち（2007年）

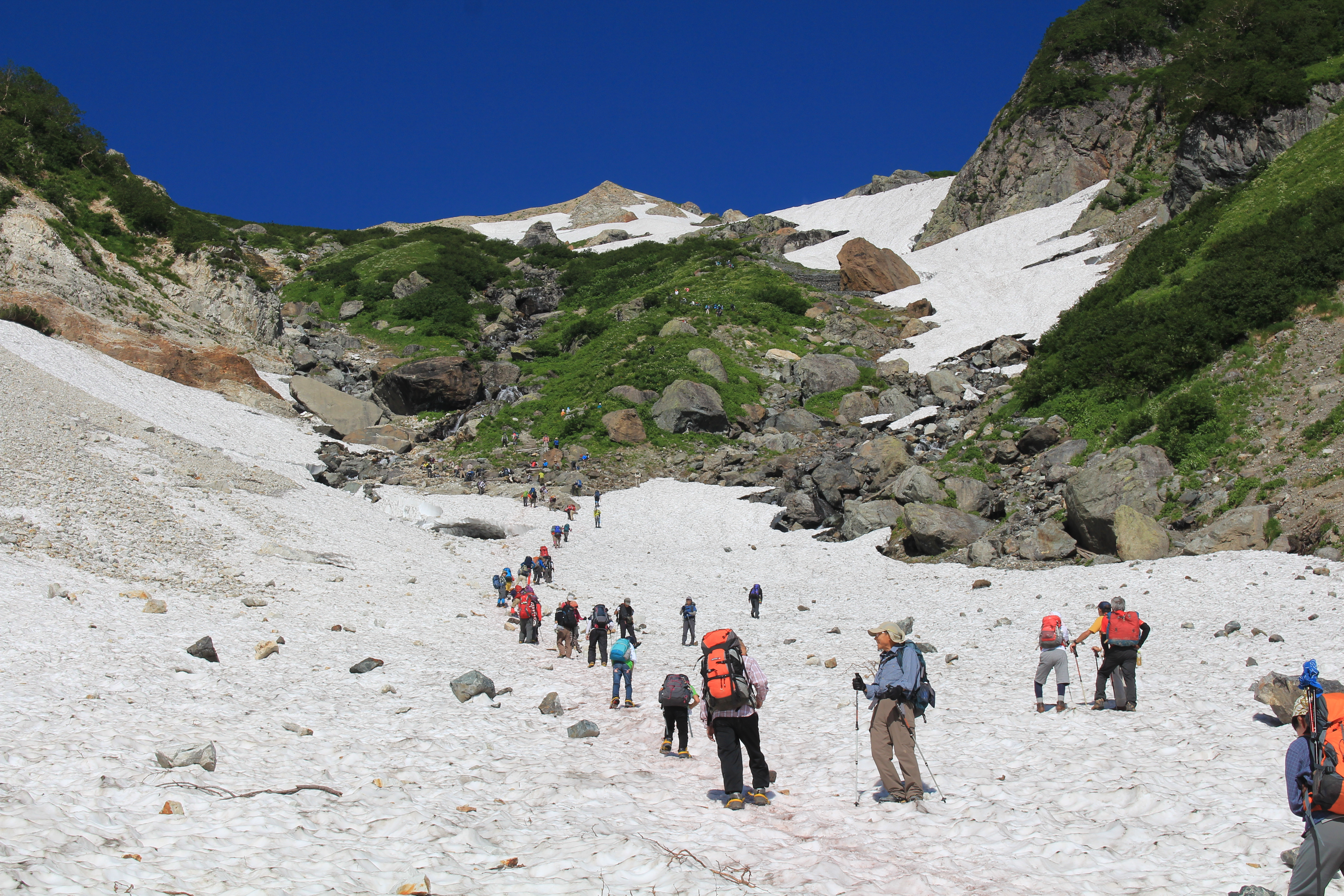
日本の白馬大雪渓の上部を登る大勢の登山者たち（2015年）

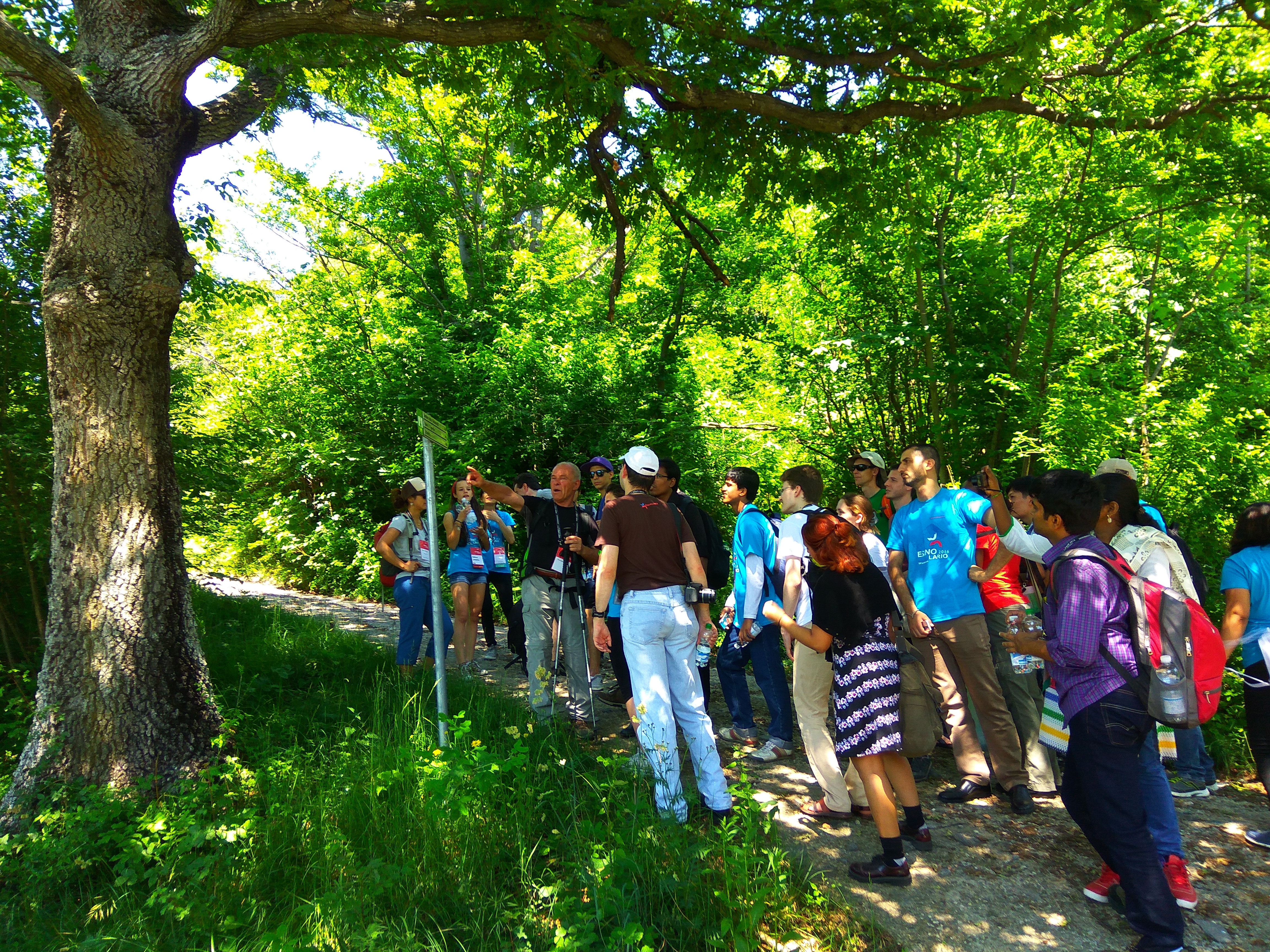
夏に低山を、ガイドされつつ登るウィキマニアたち。まわりは樹木が生い茂っている。（2016年）

登山（とざん、英: mountain climbing, mountaineering, alpinism）は、山に登ることに楽しみを求め、登ること自体を目的とすること。そのようなスポーツ。

## 概説
登山は山に登ることではある。だが、登山は登山そのものを目的とし、そこに最大の喜びを見出し、自分の人生に活かしてゆくことである。山菜や動物を採集したり、地質調査のため等々のために山に入ってそこを登ることは登山自体を目的としておらず、異なっている。
狩猟や信仰のための登山は古くから行われているが、これらは今日的な意味での登山からは除外される。山頂から景色を眺めることがしたくて登山をした、という今日的な意味の登山へとつながる登山をした最初の記録はイタリアのペトラルカ（14世紀の詩人）のものである。→#歴史
山に登ることそのものを目的とする登山とその思想（英: alpinism, アルピニズム, 近代登山）が18世紀後半のヨーロッパで始まった。この意味での登山はスポーツの一種とされる。
アルピニズム
英: alpinism（アルピニズム） は広義には登山全体を指すが、特に近代登山（近代的なスポーツ登山）とその思想を指す。18世紀後半を始まりとする近代登山は、山に登ること自体に喜びを見出し、登山が精神や肉体に与えるものを重視し、人生のうるおいとすることを目的とする。アルピニズムはまた、登山の知識と技術を総合的に養い、全人格的に山に対していこうとする思想でもある。登るという行為以外に目的がない点で近代登山はスポーツの一種であり、この点において宗教的な登山や戦争、狩猟、測量、研究などのための登山と異なっている。

日本では戦後に登山者が増加した。高年齢の登山者や女性も多くなり、登山は野外スポーツとして定着しているとされるが、遭難の続発は社会問題となっている。高齢になって始めた登山者が、体力や技術を過信したり、気象変化を軽くみがちで、それが原因となって遭難し、山岳救助を要請する事態となっている。
登山を広く捉えると、スリーシーズンの(雪が無い時期の)ハイキング、トレッキング、縦走登山といった比較的平易なものから、雪山登山、山スキー、沢登り、藪漕ぎ、岩登り(ロッククライミング)、アイスクライミング、フリークライミング、他にもトレイルランニングなどと登山の難易度が高く技術や経験が必要なものまで、登山の形態は、方法、技術、難易度、季節、時期などによって多岐にわたる。

## 歴史
近代登山が始まる以前の段階（近代登山から見れば一種の「前史」に当たるもの）から解説する。

### 先史時代
山を登るということは先史時代から行われていたようである。イタリアとオーストリアの国境にて約5,300年前の男性のミイラであるアイスマンがエッツ渓谷（海抜3,210m）で発見された。アイスマンがここまで登った理由は不明であるが、山に登ったことは確かである。他にも、狩猟などでも登山は行われていたが、これらは今日の登山とは除外される。また、多くの宗教で山は崇拝や信仰の対象とされ、神そのものであるとされる場合もあったことから、様々な聖典や伝説で登山が記録されている。。
宗教で山に登った記録としては、旧約聖書にあるモーセの十戒に関連するシナイ山、新約聖書の山上の垂訓などがある。
日本では縄文時代の早い段階から黒曜石を求めて登山したことが長野県の星糞峠黒曜石原産地遺跡や栃木県の高原山黒曜石原産地遺跡群などから確認されている（当項目の「概要」および「発掘調査の歴史」を参照）ことから資源目的の登山は石器時代から行われていた。
15世紀の南アメリカのインカ帝国の都市遺跡であるマチュ・ピチュは王家の別邸説が有力であり、常住するものではなかったことから、登山をしたことが確認できる。

### ヨーロッパ

#### 中世以前

アルプス山脈を越えるハンニバルの軍

前218年、ハンニバルは第二次ポエニ戦争において、6万人の兵と37頭のゾウとともにピレネーやアルプスの山脈を越えたとされている。
125年にローマ帝国のハドリアヌス帝は朝日を見るためにエトナ火山に登った。

#### ルネサンス期から18世紀前半
ヨーロッパ近代の精神が、山に登ることそのものに喜びを見出す近代登山に道を開いた。イタリアの詩人ペトラルカがその先駆けとなった。1336年、ペトラルカはフランス南部のアビニョン近郊のモンバントゥーに登った。これが、山頂からの眺望を得るために登山をした最初の記録とされる。その後ペトラルカは、このときの旅程を友人に手紙に書き留めて送っている。このことから、ペトラルカは「登山の父」と呼ばれ、この日を登山の生まれた日としている。これは、文化史家のヤーコプ・ブルクハルトの『イタリア・ルネサンスの文化』の中で紹介されている。旅の途中での必然的な山越えではなく、山に登ること自体を目的として試みられた近代最初の出来事である。
ルネサンスの始まりとともに趣味やスポーツとしての登山が行われるようになった。また、測量目的の登山も行われるようになり、フランス王シャルル8世が1492年にエギーユ山の登頂を命じたのは、この範疇に入る。レオナルド・ダ・ヴィンチはヴァル・セシア郊外の雪山に登り、様々な実験や観察を行った。16世紀にはスイスのチューリッヒを中心に登山を賞賛する動きがあり、コンラッド・ゲスナーとジョシアス・シムラーが度々登山を行っていたことが記録されている。2人はロープとピッケルを使ったが、一般には広まらなかった。17世紀のヨーロッパには登山の記録がまったく残されていない。

#### 近代登山の始まり

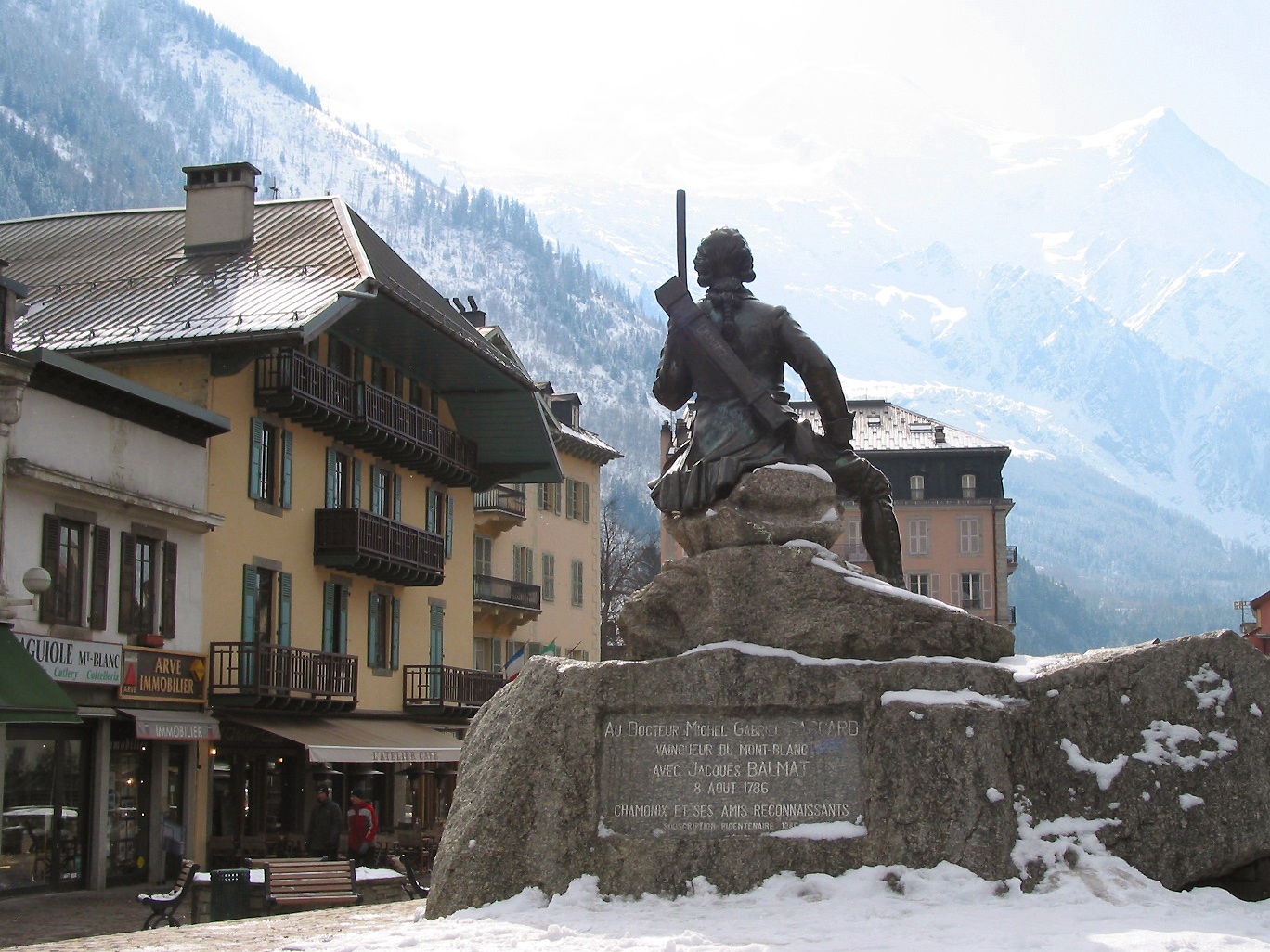
モンブランを見つめるM.G.パカールの像

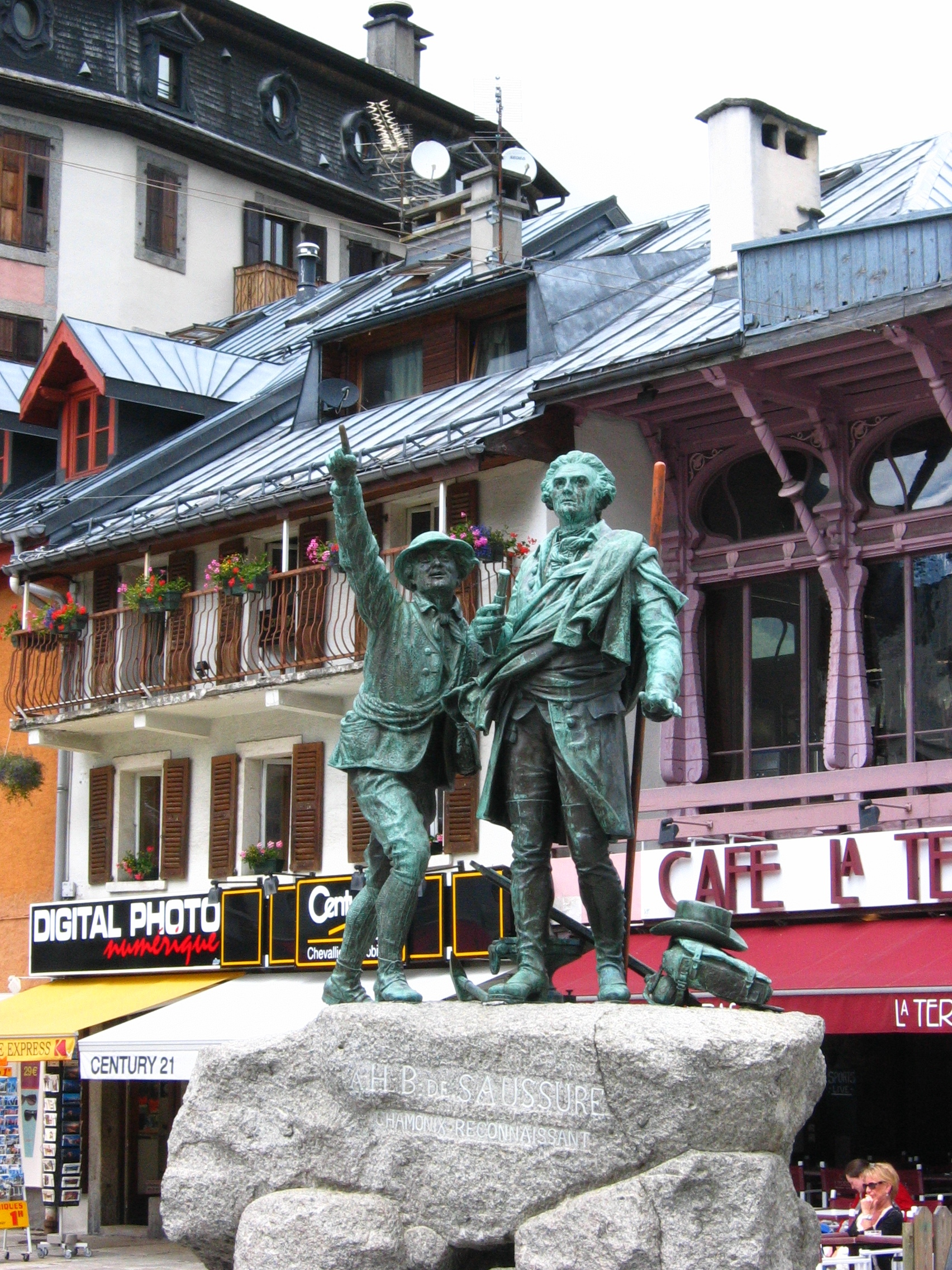
J.バルマとH.B.deソシュールの像

18世紀後半、アルプス最高峰のモンブラン登頂が達成されたことが、近代的登山（近代登山、スポーツとしての登山）の幕開けとなった。1760年、自然科学者オラス＝ベネディクト・ド・ソシュールがシャモニーを訪れ、モンブラン初登頂を成し遂げた者に賞金を出すと宣言し、それに応える形で1786年にミシェル・ガブリエル・パカールおよびジャック・バルマが登頂に成功した。

#### アルプス黄金時代
19世紀に入って、ヨーロッパ・アルプスの登山は盛んになった。特にイギリス人によってアルプス黄金時代がもたらされ、登山技術の面でも急激な進歩があった。マッターホルン（4,477m）は従来、登ることが不可能と見なされていたが、1865年7月14日にエドワード・ウィンパーが登頂に成功した。1857年には世界で最初の登山団体となるイギリス山岳会が設立された。1854年のヴェッターホルン初登頂から1865年のマッターホルン初登頂までをアルプス黄金時代と呼ぶ。

#### アルプス銀の時代
アルプス黄金時代の間に、アルプス山脈の4,000m級の峰が登りつくされ未登峰がなくなると、岩壁や側稜などからの登山といったより困難なルート（バリエーションルート）からの登頂や、冬季登山、案内人を付けない登山などが行われるようになった。その背景には、より困難なルートからの登山を提唱したママリー（1855-1895）の思想があり、これがママリズムとして近代のアルピニズムの主な思想となった。新しい山を求めてカフカス、アンデスなどにも目が向けられ始めた。1865年のウィンパーによるマッターホルン登頂から、1882年のダン・デュ・ジュアン初登頂までをアルプス銀の時代と呼ぶ。

### ヒマラヤ

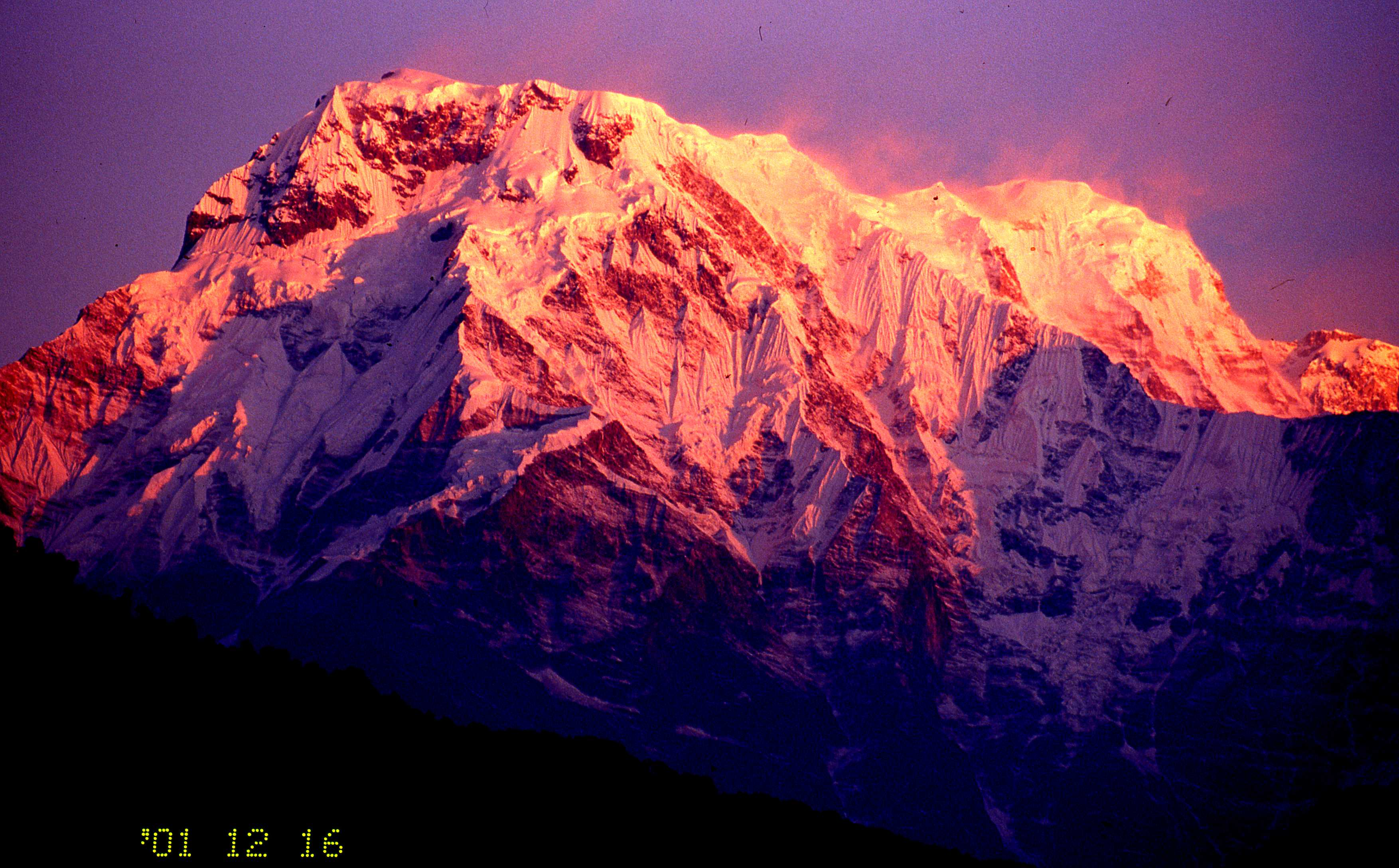
登山のメッカ、ヒマラヤ連峰のアンナプルナIII峰

世界最高峰のエベレストが有名である。

### 日本

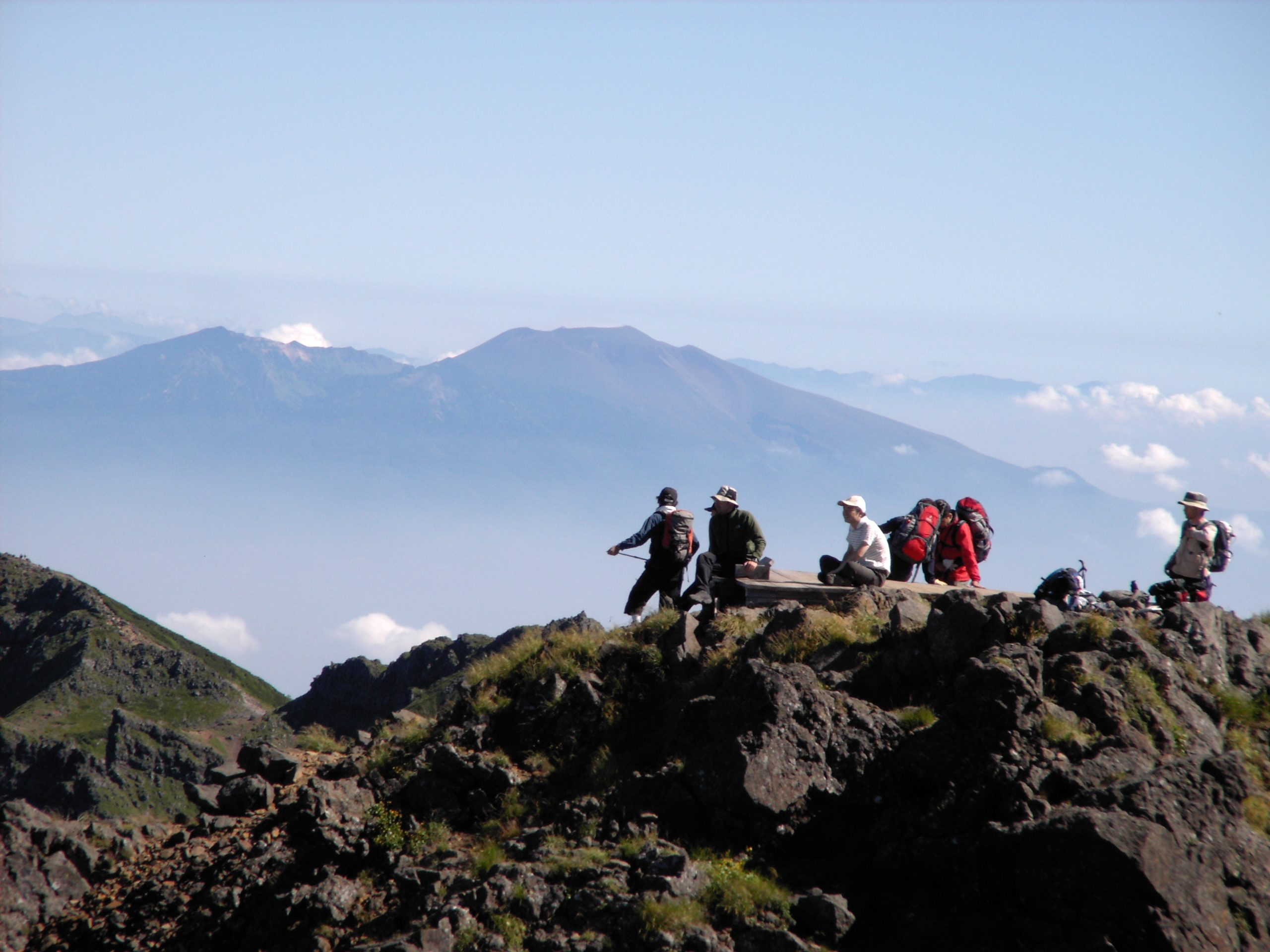
赤岳山頂の登山者

#### 山岳修行
日本においては、717年に泰澄和尚が開山した白山、701年に越中国（富山県）国司の息子有頼が開山した立山など、宗教にまつわり山を開いたとする開山縁起が残っている。都良香の富士山記に、富士山頂の様子の記述がある。鎌倉時代（1185年頃 - 1333年）・室町時代（1336年 - 1573年）以降も北海道を除く全国各地の山岳寺院に所属する山伏による山岳修行が盛行し、各山地の尾根道をメインルートとした入峰修行登山の記録が残されている。最も記録が多く残されているのは紀伊半島の大峰山脈で、東北では羽黒山・月山、関東では日光、丹沢、中部地方の富士山、九州では英彦山など、調査研究も進んでいる。ただし、この登山文化は明治5年（1872）の修験道廃止令で一旦は途絶えることになった。

#### 近世の登山
日本において、宗教目的以外で記録される著名な登山といえば、安土桃山時代、1584年（天正12年）12月の佐々成政による「さらさら越え」（北アルプス越え）である。しかも、これは比較的容易な無積雪期ではなく、冬季の積雪期に敢行されたという点でも注目されている。ルートは、立山温泉-ザラ（佐良）峠-平の渡し（黒部川）-針ノ木峠-籠川（かごかわ）の経路が有力視されているが、確証はない。立山の一の越-御山谷ルート、別山-内蔵助谷ルートをとったという説もある。
ザラ峠とは安房峠（古安房峠）のことを指す、佐々成政は安房峠を越える鎌倉街道を通って越中富山-遠江浜松を往復したのだ、という説もある。
同様の軍事的な意味合いの登山としては、武田信玄の配下の武将山県昌景が、1559年（永禄2年）に飛騨を攻めるのに上高地から安房峠（古安房峠）を超えて入った事例が知られている。
1640年（寛永17年）に加賀藩によって設置され1870年（明治3年）まで続いた黒部奥山廻り役は、藩林保護のための検分登山を行い、北アルプスの主峰のほとんどを登って回った。
文化13年（1816年）、小尾権三郎（延命行者）の甲斐駒ヶ岳、
文化・文政期（1804年 - 1829年）、1819年の明覚法師と永昌行者による乗鞍岳、1828年の播隆上人による槍ヶ岳など、開山が相次ぐ。また、立山講や御岳講、駒ヶ岳講などの講中登山が盛んになる。寛政期（1789年 - 1800年）に寺社詣でが解禁され、『東海道中膝栗毛』（1802年 - 1822年）が人気を博すなど、民衆の間に旅行人気が広まったことが背景として考えられ、参加する者の多くにとっては、宗教的な意味合いよりも、物見遊山としてのものだったと考えられる。
江戸時代、文人画家池大雅、医者川村錦城、医学者橘南谿、画家谷文晁などが、山そのものを味わうために山に登ったことが知られている。
江戸幕末、北アルプス麓にある入四ヵ村で年に薪五千間、板子八万梃を伐採しに二ノ俣あたりまで入っていたなど、多くは記録に残っていないが、歴史を通じて、杣人や狩猟や採鉱などの山仕事でたくさんの人が山に入っていたと考えられる。

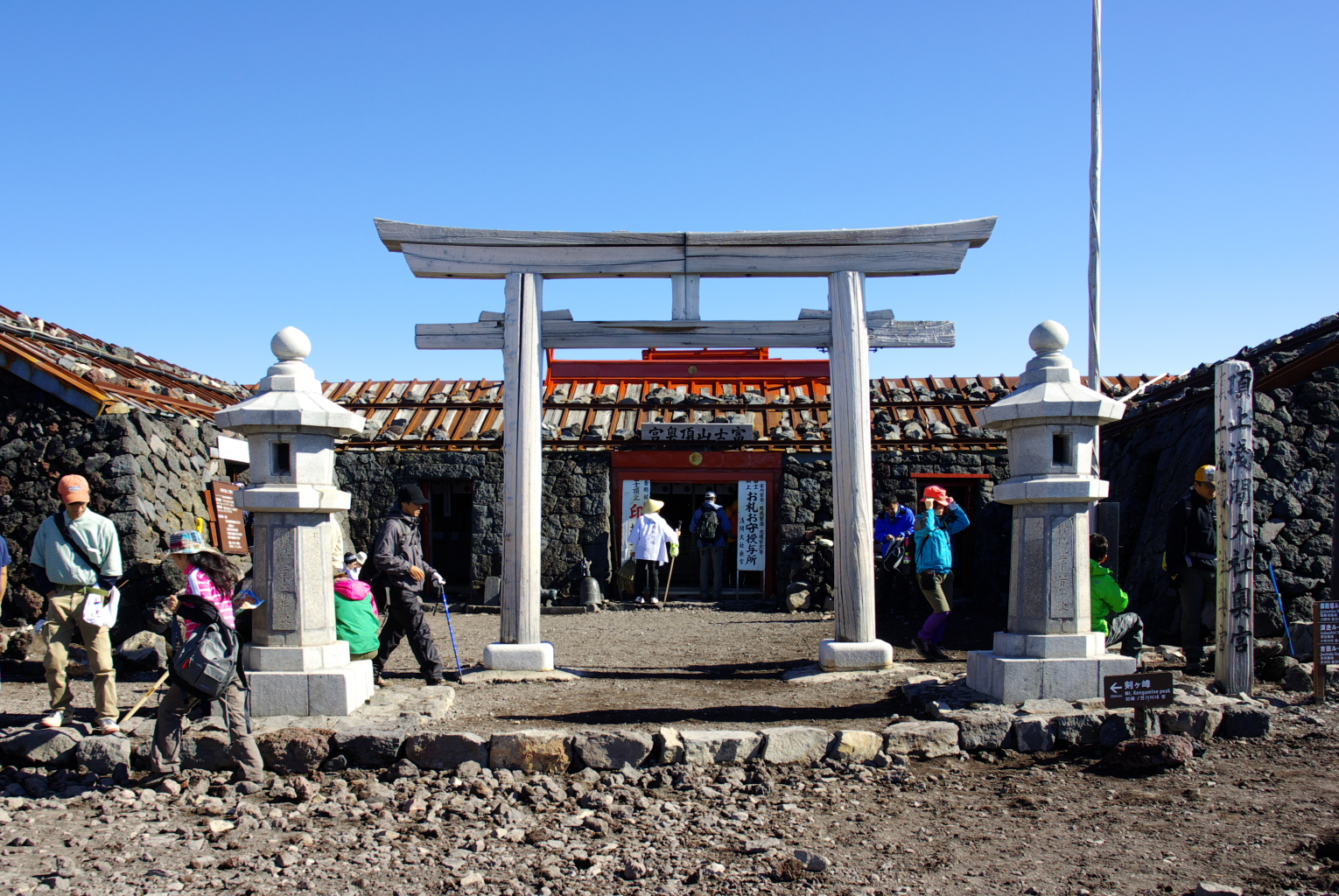
富士山頂の登山者（富士宮口頂上）

江戸幕末以降、複数の欧米人が富士山に登った。1860年（万延元年）7月、オールコックが大宮・村山口登山道から登り登頂している。1867年（慶応3年）10月にはパークス夫人が、1868年（明治元年）7月にサトウが登っている。
1872年（明治5年）3月10日、婦女が高山に登ることについて勅許。

#### 日本での近代登山の幕開け
明治時代（1868年 - 1912年）、1874年にガウランド、アトキンソン、サトウの三人の外国人パーティが、ピッケルとナーゲルを用いた登山を日本で初めて六甲山で行った。ガウランドは1881年に槍ヶ岳と前穂高岳に登山して「日本アルプス」を命名した人物で、サトウは富士山に最初期に登った外国人としても知られる。
日本アルプスには、上記3名のほか、ウォルター・ウェストン、バジル・ホール・チェンバレン、フランシス、ミルン など複数の欧米人が登った。15版まで重版されるベストセラーとなった志賀重昂の『日本風景論』が1894年（明治27年）10月に出版されるまでの時期を、明治時代日本アルプス登山史の第一期とする見方がある。
その見方では、それ以降参謀本部陸地測量部による1913年（大正2年）の地図刊行までをその第二期とする。第二期には、冠松次郎、木暮理太郎、小島烏水、近藤茂吉、三枝守博、武田久吉、田部重治、鳥山悌成、中村清太郎 らが北アルプスに登った。陸地測量部は館潔彦、柴崎芳太郎などの測量官を派遣し、一等三角測量を完成し、地図を刊行した。第二期を、小島烏水は日本登山史上の探検時代と呼んでいる。
明治期の日本アルプスの登山では、長野県の内野常次郎、上條嘉門次（梓川渓谷）、小林喜作（中房渓谷）、遠山品右衛門（高瀬川渓谷）、横沢類蔵、富山県の宇治長次郎、佐伯源次郎、佐伯平蔵、山梨県の大村晃平、中村宗義（早川谷）など、地元の猟師が案内をした。

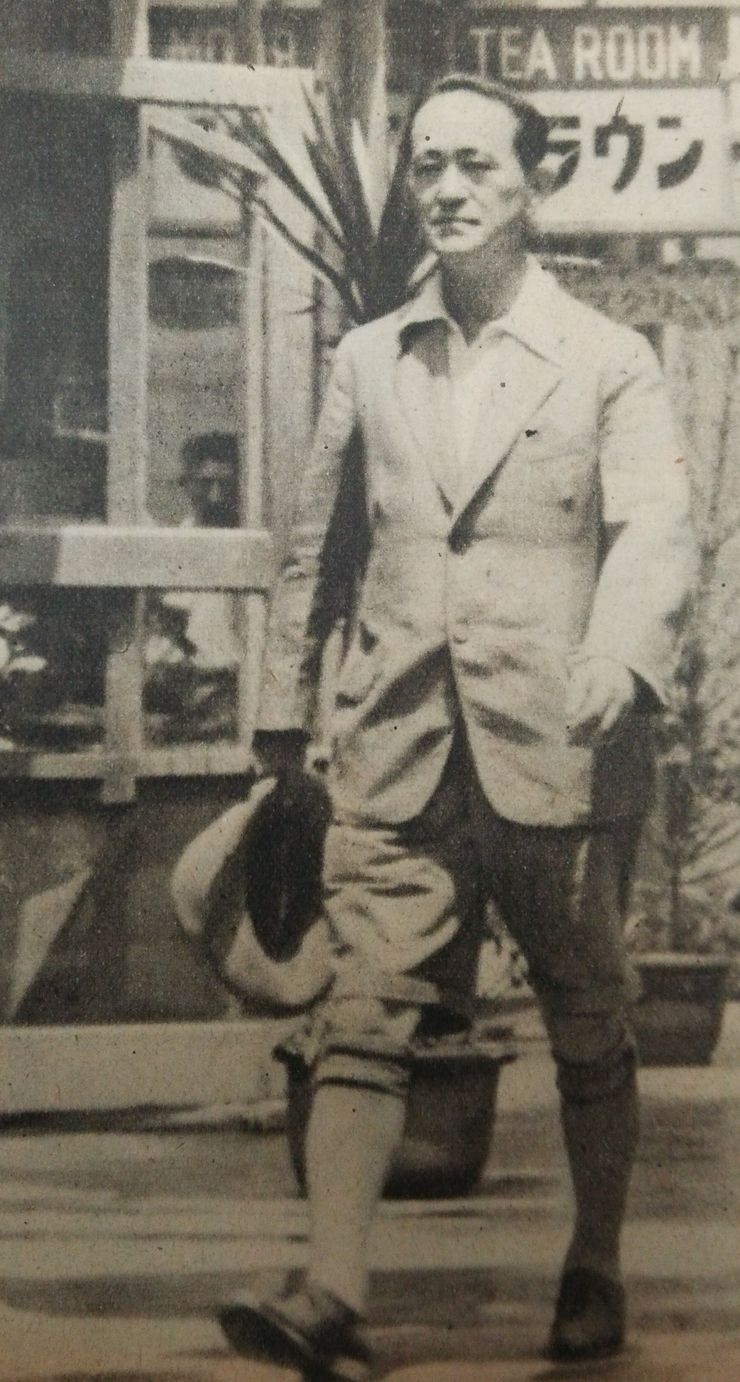
槇有恒-----アイガー東山稜の初登山者。

日本の「近代登山」の始まりをどの時点に置くかは、人によって解釈が様々であるが、1874年（明治7年）に六甲山における、ガウランド、アトキンソン、サトウの3人の外国人パーティによるピッケルとナーゲルを用いた登山が、日本の近代登山の最初とされることが多い。1889年（明治22年）には、ウェストンによってテント・ザイル等が持ち込まれ、ウェストンの助言で小島烏水らが1905年（明治38年）に日本で最初の山岳会「山岳会」（後の「日本山岳会」）を設立した。この年を近代登山の始まりとする説もある。また今西錦司の言うように1918年（大正7年）の第一次世界大戦の終戦時をもって近代登山の幕開けとされることもある。
測量や地理学的な目的での登山も行われた。1882年（明治15年）8月の内務省地質測量長ナウマン博士の命令による横山又次郎一行の南アルプス横断、1885年（明治18年）全国地質測量主任ライマンの助手坂本太郎の槍ヶ岳-薬師岳縦走、1889年（明治22年）農商務省地質調査所の大塚専一による針ノ木岳-立山-後立山縦走などである。

#### 黎明期は学校登山
明治時代、北アルプスの地元では、学校登山が行われた。1883年（明治16年）に窪田畔夫と白馬岳に登った渡辺敏は、長野高等女学校校長時代、理科・体育教育の目的で、1902年（明治35年）より毎年、戸隠山、白馬岳、富士山などへの登山を実施した。富山師範学校教諭の保田広太郎は、1885年（明治18年）頃より、学生を連れて立山などに登った。河野齢蔵は1893年（明治26年）から動植物採集の目的で北アルプスの山々に登り、大町小学校校長のとき、学校で登山を奨励した。

#### 三角点設置
陸地測量部によって、1907年（明治40年）までに、日本アルプスの主峰のほとんどに、三角点が設置された。

#### 登山ブーム到来
探検時代の後、明治末から大正にかけて、日本アルプスへ登山する人たちが増え始め、大正期に大衆化した1915年（大正4年）の上高地 大正池の出現や、皇族の登山などが、人々を山へ誘った。
一方、日本の登山は当時のイギリスの上流階級の趣味としての登山の受容から始まっており、戦前の登山において大学・高校の山岳部の現役・OBが大きな役割を占めるのも、彼らの多くが上流階級の子弟で経済的にも時間的にも余裕がある人々だったからだという指摘がある。登山の大衆化はこうした既存の担い手との摩擦も生じ、当時は（お金をかけて）案内人を雇って登るのがマナーと考えられていたためにタブー視されてきた単独行を行ってその草分け的存在となった加藤文太郎は、加藤自身の内向的な性格も相俟って批判の対象とされた。

#### 遭難事故の増加
登山の広がりは遭難事故の増加をもたらすことになる。登山家・作家の春日俊吉の調査によると、近代登山における記録に残る最古のものは、1891年9月に青山学院（当時は東京英和学校）の学生が友人ら2名と木曽駒ヶ岳に登山した際に雨に打たれて体力を消耗したことで下山中に死亡した事故とみられている。初期の遭難事件としては、軍隊の訓練による八甲田雪中行軍遭難事件や学校の集団登山による木曽駒ヶ岳大量遭難事故は著名であるが、前述の春日によれば記録が伝わる遭難事故は明治期には199名の犠牲者を出した八甲田山の遭難事件を除くとわずか3件6名の犠牲者に過ぎないが、大正の15年間（実質14年弱）で21件64名の犠牲者が出ているとしている。

#### 山小屋の設置
1907年（明治40年）に松沢貞逸が白馬岳山頂近くに橋頭堡を築いて営業を開始したのに始まり、1916年（大正5年）に松沢貞逸が白馬尻小屋を、1918年（大正7年）に穂苅三寿雄がアルプス旅館（槍沢小屋）を、1921年（大正10年）に赤沼千尋が燕ノ小屋（燕山荘）を、百瀬慎太郎が1925年（大正14年）に大沢小屋、1930年（昭和5年）に針ノ木小屋の営業を開始するなど、山中で登山者が休憩・宿泊する山小屋の営業が始まった。

#### 登山案内者組合結成
1917年（大正6年）の百瀬慎太郎による大町登山案内者組合結成をはじめ、1918年（大正7年）の赤沼千尋の有明登山案内者組合、1919年（大正8年）の松沢貞逸の四ツ谷（白馬）登山案内者組合、1922年（大正11年）の奥原英男による島々口登山案内者組合結成など、山案内人（山岳ガイド）の利用料金および利用者と案内人の間のルールの明示・統一が試みられた

#### アルピニズムの時代
1921年（大正10年）の槇有恒のアイガー東山稜登攀をきっかけとして、大正末期にアルピニズムの時代に入った。「先鋭的な登攀」が実践され、「岩と雪の時代」「バリエーションの時代」と呼ばれた。大学や高校の山岳部が、より困難なルートの制覇を目指して山を登った。

#### ヒマラヤ遠征
1936年（昭和11年）には日本では初（戦前では唯一）となるヒマラヤ山脈への遠征が、堀田弥一を隊長とする立教大学隊によりナンダ・コート（標高6867メートル、当時はイギリス領インド帝国内）を目標に実施され、初登頂に成功した。

#### 日中戦争の影
1937年（昭和12年）に始まる日中戦争、1938年（昭和13年）に制定される国家総動員法などの時代情勢により、登山ブームは下火になる。

#### 戦後
1945年（昭和20年）の第二次世界大戦終了後、大学・高校の山岳部の活動が再開された。

#### 日本隊のマナスル初登頂の影響
1950年代、ヒマラヤで、1950年（昭和25年）のアンナプルナ、1953年（昭和28年）のエベレスト、1956年（昭和31年）のマナスルの初登頂など、8000メートル峰（14座ある）の初登頂ラッシュが続き、これを受け再び登山ブームが起きた。このブームの特徴は、大学や高校の山岳部に代わって、社会人山岳会の活動が活発になったことである。この時期、1955年（昭和30年）有名なナイロンザイル事件が起きた。また、谷川岳では、多発する遭難事故を受けて、群馬県が1966年（昭和41年）に群馬県谷川岳遭難防止条例を制定した。1971年（昭和46年）、海外で「先鋭的な登攀」を行ってきた人達が（社）日本アルパイン・ガイド協会を設立し、登山のガイドや山岳ガイドの養成、資格認定などを行い始めた。1960年代 - 1970年代、山岳部や山岳会が「先鋭的な登攀」を続ける一方で、一般の人々がハイキングから縦走登山、岩登りまで、好みと能力にあわせて広く楽しむようになった。
1966年3月26日、富山県が、全国初の登山届出条例を制定、12月1日実施。12月17日、群馬県は、谷川岳遭難防止条例を制定、1967年3月1日実施。

#### 高齢化社会と登山
1980年代、山岳部や山岳会が衰退し始め、また、登山者に占める中高年者の割合が増え始めた。若い世代が山登りを3Kというイメージで捉えて敬遠するようになり、育児が一段落した人たちが山登りを趣味とし始め、仕事をリタイアした世代が若い頃に登った山に戻り始めたことが理由であると考えられる。これに健康志向と日本百名山ブームが輪をかけ、2010年現在に至っている。このブームで、ツアー登山が盛んになった。このブームの時代、1990年（平成2年）、各地に設立された山岳ガイド団体が日本山岳ガイド連盟を設立し、ガイド資格の発給を行うようになった。羽根田治は『山の遭難 あなたの山登りは大丈夫か』 （平凡社、2010年）で、近代登山以降という尺度で見た場合という観点からとして、ここから続くブームを第3次登山ブームと呼んでおり、このブームの始期は1980年代後半から1990年代初頭と認識するのが妥当ではないかとしている。
2003年（平成15年）、日本アルパイン・ガイド協会が日本山岳ガイド連盟を合併して（社）日本山岳ガイド協会が発足、日本全国統一基準のガイド資格が生まれた。

#### 若者層の開拓
2010年前後には旧来の山岳雑誌とは異なったライト感覚の登山・アウトドア雑誌が多く創刊され、それとともに山ガールという言葉がマスコミに踊ったことにより、従来の汗臭い、泥臭い男性中心で危険な登山というイメージからの脱皮が計られるようになった。また、登山ウェアや用具なども技術革新、新素材の登場によって、よりファッショナブルで軽量な物が開発されるようになった。『ゆるキャン△』などの登山を描いた漫画もヒットした。2020年前後頃からは登山YouTuberと呼ばれる人たちがインターネット上で山行動画を公開し始めたことも、初心者の若者中心に登山需要を喚起している。これを第4次登山ブームと呼ぶべきかについてはまだ諸説ある。
一方これらの多くの若者が山岳部や山岳会などに所属しないフリーな登山活動であったため、経験の蓄積のないままランクの高い山に不用意に入ってしまうという安全上の懸念も生んでいる。また、2019年には動画配信中の富士山滑落事故が発生している。

## 登山の技術
登山は競技ではないので、技術の優劣をつけることは難しいとされる。また、同一の山やコースであっても、自然条件が異なればその難易度は異なる。従って、広い意味においての登山技術とは、十分な準備と訓練をふまえて行動計画を立案することと、自然と人間の力関係を判断していくことが基本であり、登攀・歩行・生活などの具体的な技術は2次的なものである。

### 登山計画
目的の山を選び、期日を決め、パーティ（隊）のリーダーを決める。さらに、予算、各自の任務分担、行動予定、食料・装備などについて協議する会合をもつことにより、全ての参加者が、目的の山についての知識を得て、コースも熟知しているようになれば理想的である。
登山者が2人以上の場合には、必ずリーダーが定められる。パーティ（グループ）が大人数の場合はサブリーダーも置き、リーダーの補助をさせる。
登山にはトレーニングも必要である。筋肉を強くすることよりも、耐久力をつけることと健康の堅持に重点を置くトレーニングを平素から行うべきだとされる。

### 歩行技術
体力、山の状況、荷物の重さなどに応じて、疲労を少なくするように歩くことが重要だとされる。一定の心拍数で、足の裏全体を使ってリズミカルに歩くことを提唱する説もある。
一般的には、歩き始めて最初の20分で一度休憩し、身体・衣服・荷物を調整する。その後は40-50分ごとに10分程度の休憩をとることが普通である。地図上で位置を確認しながら歩く。パーティでの歩行は、体力的な弱者を標準とする。

### 極地法
多数の人々の支援を受けて、ベースキャンプから順に前進キャンプを設営しつつ物資や人員を進めてゆき、各キャンプの隊員の援助のもとに、少数の隊員が頂上に到達するという登山法。高山や、登頂までのアプローチが長い山で用いられる。登山では1922年にイギリスのエベレスト遠征隊が初めて用いた。スポーツとしての登山では、最早過去のものだが、気象状況が極めて困難な場所でのトライにわずかに使用されたり、高所へのガイド登山で使用される方法である。

## 登山の装備

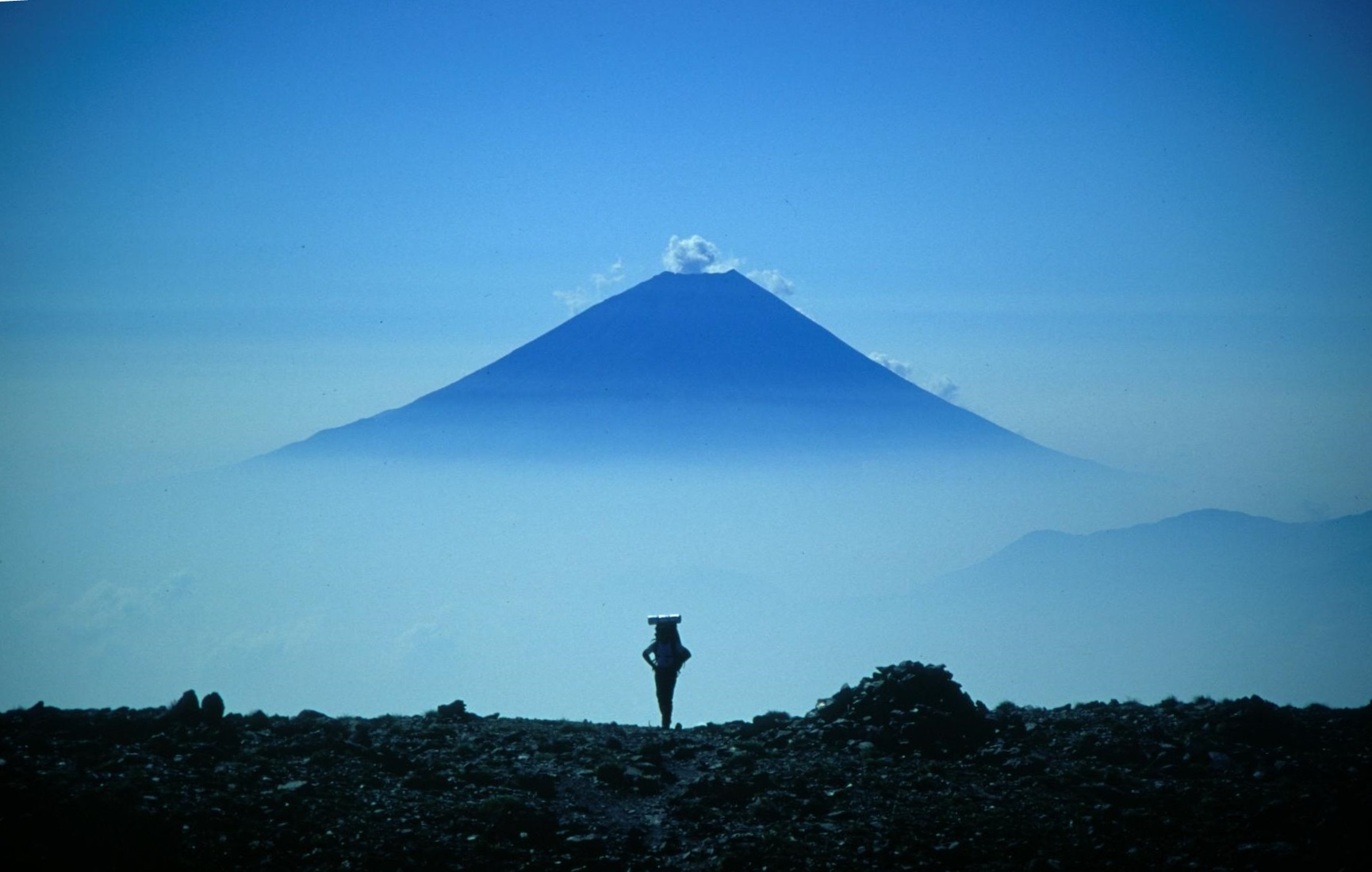
テントを担いで南アルプスを縦走する登山者、間ノ岳山頂部、遠景は富士山

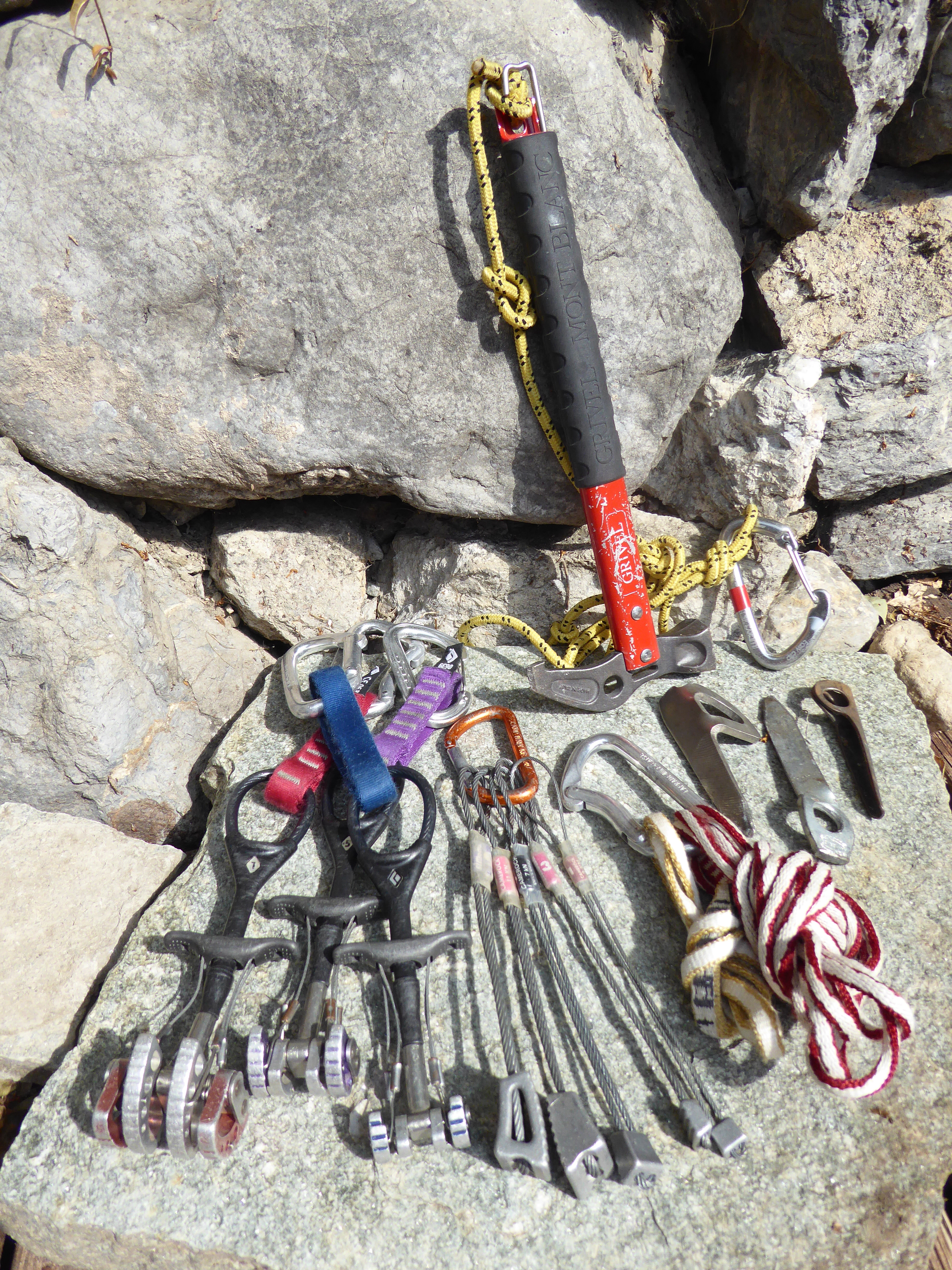
ロッククライミング装備

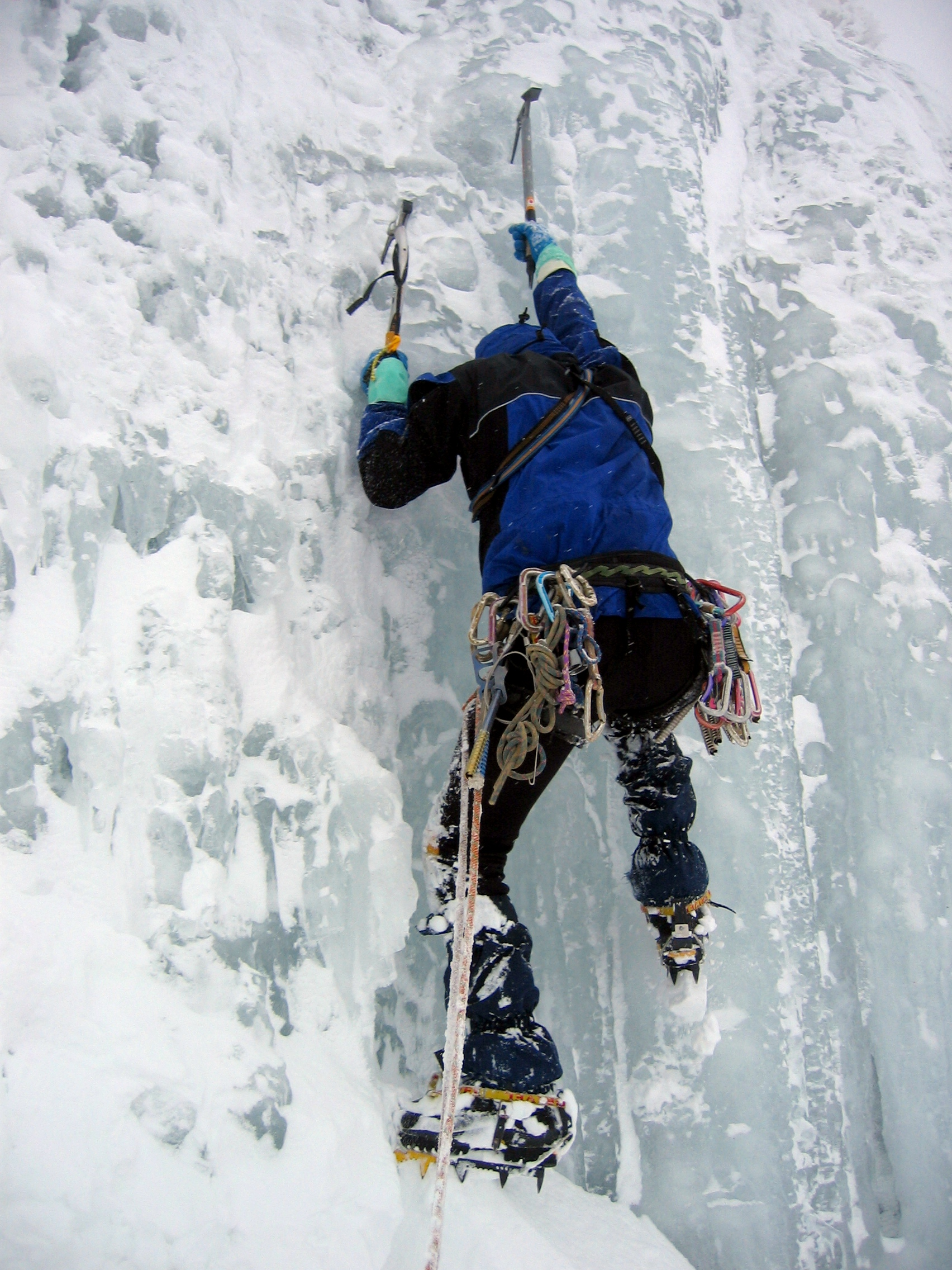
手のアイスバイル、足のアイゼンを使ってアイスクライミングを行う様子。

登山というのは主に歩くのであり（自分で荷物を背負わなければならないので）多くの用具や食料を携行することはできない。また、登山では危険に直面することもあるので、十分な安全対策を検討したものである必要もある。「安全」「堅牢(けんろう、＝丈夫であること)」「軽量」「扱いやすさ」は登山用具の必要条件である。
基本装備品
- 方位磁針（コンパス）
- ヘルメット : 落石あるいは滑落したときに頭を守る。JISマーク製品などの規格品が望ましい
- 防寒具（必携） : フリースジャケットやダウンジャケットなどの防寒着（夏でも北アルプスや富士山などの夜間には氷点下になる）や懐炉。遭難時の対策にエマージェンシーブランケットも有用。
- 雨具（必携）:  レインウェア（雨合羽）。防寒具も兼ねる。山は風が強く基本的に傘は使えない。
- 靴 : 数百m程度の低山に登るのならスニーカーでも足りる。中程度以上の山では底材がしっかりしていて様々な工夫がこらしてある登山靴が望ましい。
- 手袋 : 怪我防止と防寒。夏山では基本的には軍手で足りる。登山用の機能的でおしゃれなものもありはする。冬季は下記参照。
- 地形図（必携） :  登山の行程ごとの時間や交通機関の問い合わせ等の登山に必要な情報を書き込んだ登山地図がある。国土地理院発行の地図も使える。登山ガイドブックなどに付属することもある。現代ではスマートフォンのアプリやグローバル・ポジショニング・システム（GPS）受信機で代替する場合もあるが、電池の消耗には注意が必要である。
- 光源（必携） :  基本は懐中電灯。最近はLEDのもの。山は日暮れが早く、日が暮れると街とは異なり基本的に明かりがなくなる。懐中電灯などを持っていないと遭難を招く。行動時は両手が自由になることからヘッドランプが好まれ、野営時にはランタンが好まれる。
- 携行食（必携） : チョコレート、飴玉、おにぎり 、一口ようかん等。
- 非常食(必携):上記の行動食とは別に、体を温めるための粉末スープやフリーズドライ食品を少量携行することが勧められる。
- 飲料（必携） : 基本は水。水筒やペットボトルに入れたもの。
- マルチツールナイフ(必携) : （ここは基本を説明する節なので通常の登山について説明するが）通常の登山であれば大型のナイフではなく、マルチツールナイフが推奨される。調理を行う予定がない場合でも携行食の開封やその他装備品のトラブルなどが発生した場合の修理に使える事がある。
- 時計（必携） : 腕時計や携帯電話の時計など。時刻・時間が判らないと、様々な判断が困難になり、遭難の可能性が高まる。
- ツェルト : 必携ではなく、持たない人のほうが多いが、テントを持参した場合はビバークに使え、もしもの時に命を救うことがある
- エスビット等の小型固形燃料ストーブ : 必携ではないが、万が一の遭難時やビバークを行う際に調理や暖房として利用が可能なため持ち込むユーザーも多い。
- 熊鈴　:　登山中に熊による事故も起きている。熊よけスプレーもあるとよい
- 使い捨てカイロ　:　3000m以上の高地は夏でも冬である。低体温症を防ぐためにカイロは必須である
- 衛星電話　:　遭難するような奥地はスマホの電波が届かないことも多いが衛星電話ならどこでも救助を呼べる。

高度の高い山用
エベレストでの高所呼吸器である酸素ボンベ使用は1921年に始まったが、信頼性が低く重いものであった。
テント泊の場合
基本装備に比べ、宿泊および食事に必要な道具と消耗品が増える。
- テント一式[* 1]、寝袋（シュラフ）、寝袋用のシーツインナーシュラフ（英語版）。山用マットレス。
- 食事の道具。「ストーブ」と呼ばれるきわめて小型の登山用焜炉。コッヘル、カトラリー類（スプーン・フォーク・箸など）
- 食料。調理しやすく、比較的軽く、しかも体力の回復に役立つものが中心になる[* 2]。缶詰、インスタント食品、レトルト食品、フリーズドライ食品、アルファ化米など調理が簡便な物も多用される。

岩登り
- クライミングロープ（ザイル）、カラビナ、カムディバイス、スリング、シューズ、ハーケン、ハンマー、確保器、ザイル用中型ナイフ（登山ナイフ）

冬季
防寒着や手袋などは冬季専用の充分な保温性能のものを用いる。手先や足先の防寒が足りないと凍傷を起こし指を失ってしまうことがある。
- アイゼン、ピッケル、アイスバイル、ワカン、スノーシュー、スキー、ストック (トレッキング)

### レイヤリング
体温調節のために防寒具や雨合羽などを含む衣類（ウェア）を組み合わせて、体感温度や運動強度に適した服装にすることをレイヤリング、またはレイヤードという。
登山ではできるだけ汗をかかず、なおかつ寒さを感じない程度の快適な服装が求められる。肌寒い季節を例にとると、行動中は体が温まっているために薄手のフリースのみでも寒さを感じないこともあるが、休憩中は体が冷えるために他の防寒着を着込む必要がある。そのまま再び行動をすると汗をかき、反って体が冷えてしまうために防寒着を脱いでから行動をはじめなければならない。このように運動強度や気温、標高、天候の変化に合わせたレイヤリングを行う必要がある。
着替えを持ち運ぶ必要があるため、特に脱ぎ着の機会が多い中間着では軽量かつ嵩張らないものが好まれる。フードがついた上着は目出し帽の代わりとなるため、防寒性能が高いとして好まれる。また、ファスナー付きの服は、ファスナーを開放することで換気（ベンチレーション）を行うことができるため行動中の体温調節に便利である。
ベースレイヤー
Tシャツやタイツ、レギンス、靴下などの下着や肌着のことを指す。上のレイヤーに汗を放出する役割を持ち、主に吸湿速乾性が求められる。ポリエステルのような化学繊維あるいはウールが好まれる。保水性のある綿やレーヨンなどは汗冷えを招くとして好まれない。
また吸湿発熱素材のシャツは熱籠もりを起こしやすく、汗をかきやすくなってしまう。化学繊維であっても登山に向いているとは限らないことに留意するべきである。
特に吸湿速乾性に優れた肌着をアンダーウェアとしてベースレイヤーと別に定義する場合もある。
ミドルレイヤー（ミッドレイヤー）
フランネルシャツやフリース、インサレーション（化学繊維、ダウンジャケット）などの中間着を指す。主に保温性が求められ、気温が高い夏の低山では省略されることも多い。
ベストは体幹を保温し、腕から熱を逃がすとして春や秋の冷涼な時期によく使用される。
アウターレイヤー
ウインドシェルやソフトシェル、ハードシェル、レインウェア、ビレイパーカを指す。風雨によって体温を奪われることを防ぐため、防風性や防水透湿性が求められる。
夏山では省略されがちなレイヤーであるが、日本のような多雨の地域では最低限レインウェアを持参すべきである。
アクセサリー
上記以外に保温などを目的として着用する衣類。手袋や帽子、ネックウォーマー、アームウォーマー、レッグウォーマー、レインスパッツ、イヤーマフ（耳当て）などが挙げられる。

### ウルトラ・ライト・バックパッキング
ウルトラ・ライト・ハイキングとも。90年代後半にアメリカのレイ・ジャーダイン（Ray Jardine）によって提唱された「極限まで荷物を軽くすれば遠くへ行ける」という考え方である。
U.L.はクッカーを軽量なチタン製に換えるなど、従来から行われてきた簡単な手段の積み重ねでも実践できる。さらにU.L.を追求するものは、テントを軽量なツェルトに代えるなど快適性などを多少犠牲にしても軽量化を図ることがある。近年ではトレイルランニング向けに企画された軽量な装備を流用することもある。他にも売店があるような山では、水分を売店で買う計画を立てて登山口から持ち込む重量を減らすという手段をとるものもいる。
前述のレイヤリングを例に挙げると、ミドルレイヤーの役割である保温とアウターの役割である防風を中厚手のソフトシェル1着でまかなうケースが想定できる。この場合は対応できる温度帯が狭くなるため、急に天候や運動強度が変化した場合に対応することが難しくなる。このように反って体力を消耗することがあり得るので、ある程度の経験を積んでからU.L.を検討することが望ましい。

## 登山の目的

### レクリエーション

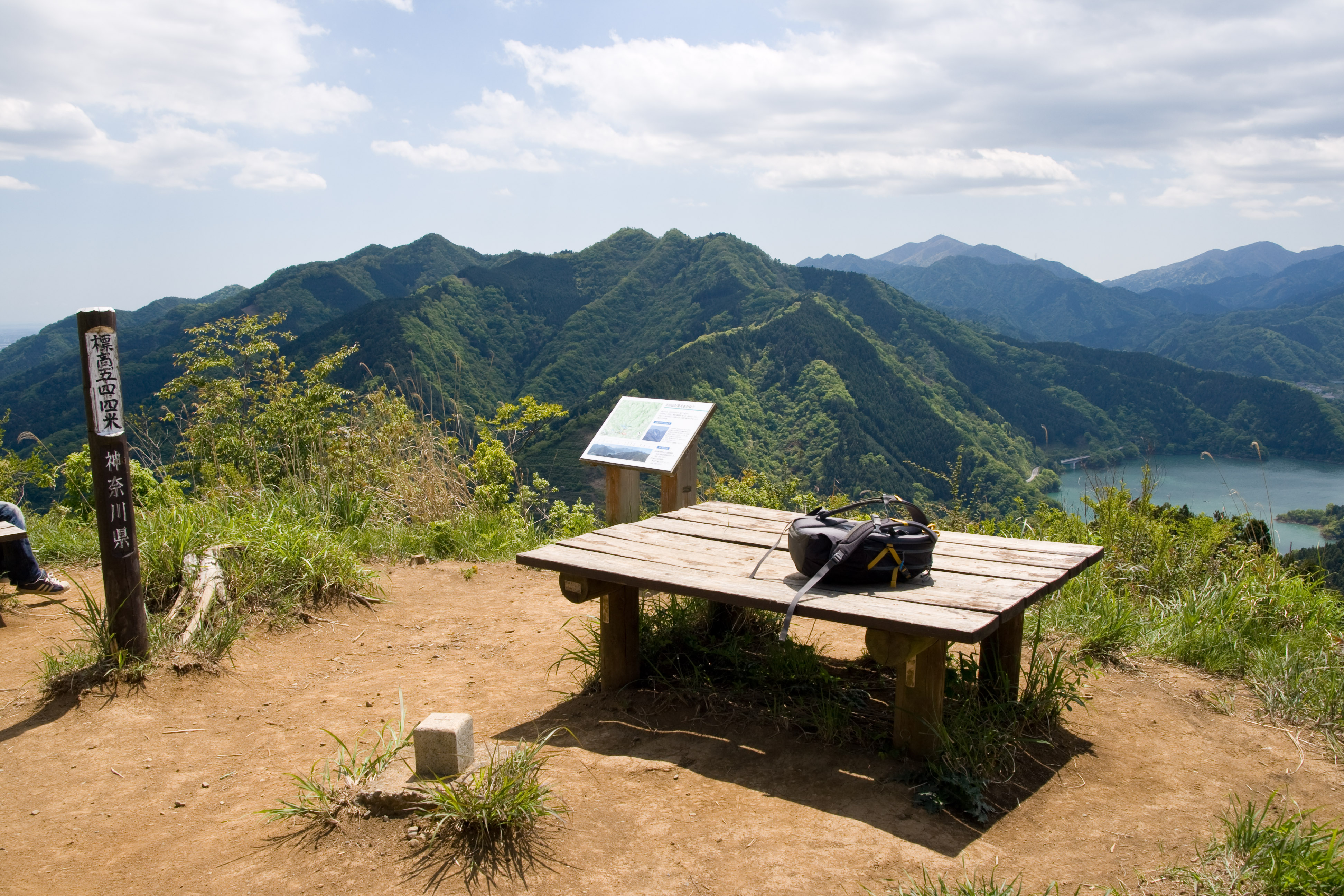
説明板と休憩場が設置された山頂部

レクリエーションとしての登山の魅力は、ゆっくりと傾斜を歩くことによる有酸素運動や、新陳代謝の活性化、あるいは景観や自然の風景そのものを楽しむことにある。他にも、森林浴（リラクゼーション効果）を楽しんだり、ともに登山をする人との交流や、冬山を登る際にはスキー滑走を目的としたりする場合もある。その目的は人により千差万別であり、それぞれの目的に合った登山の方法がある。また日本は山の国であって、散歩の延長で登れるような手頃な山から、踏破に3-4日かかるものまで様々な山を歩くことができる。また同じ山でも簡単なルートや難所の多いルートなどがあり、各々の力量や体力に合わせ登山を楽しめる場所が多い。日本においては、以前は登山というとワンダーフォーゲルや山岳部のイメージが強く、厳しくつらく、特殊な世界と見られがちであった。しかし近年、登山靴や登山用具の発達・軽量化によって、中高年世代においても一種の登山ブームと言える現象が起きた。高齢者でも気軽に登山（ハイキング）やトレッキングができるように整備がなされ、体力にあった登山ルートで無理なく景色や運動を楽しむことができるようになってきている。
標高が高くても、中腹の高所まで鉄道やロープウェイ、路線・貸切バスで上れる山もある。
また高山や地形・気候が厳しい山への挑戦と対照的に、高さ数メートルのものを含めた低山巡りも趣味として広まりつつある。
一方で登山人口における高齢者の割合が高くなるにつれ、遭難・事故件数も増えつつある（#登山における事故参照）。また、速度を競い走る速さで登山をするトレイルランニング練習者と一般登山者の衝突事故、競技用自転車との交通事故も起きている。

### スポーツ（山岳競技）
国体には山岳競技があり（国民体育大会山岳競技）、縦走競技とクライミング競技の2種目で構成される。縦走競技は、規定の重量を背負い、決められたコースを歩ききる時間を競う。クライミング競技は、人工壁をフリークライミングのスタイルで登り、到達高度を競う。
高校総体も、競技形式の登山を実施している。
他にも岩を登る行為を競技として行うフリークライミング、山道を走ってその順位を争うトレイルランニングやスカイランニング等の競技がある。いずれも、山や岩場で行う競技であるため、安全や体調管理に十分に注意する必要がある。
ヨーロッパで盛んな山スキーも雪山を登ることから登山競技の一種である。

### アート
風景画や山岳写真、詩、歌や小説の題材とすることも登山の目的のひとつとして挙げられる。山が多く四季の表情に恵まれた日本では、山岳の美しさ、険しさ、優しさなどを心情表現として、古来からアートの対象になってきた。最近は、デジタルカメラの小型軽量化・高性能化に伴い、山岳地での写真撮影も容易なものとなっている。

### 宗教活動
古代日本において山岳信仰に発祥する修験道の場として、立山、御嶽山、甲斐駒ヶ岳など全国各地の霊山で登山が行われてきた。江戸時代に始まった富士講も、山岳信仰のひとつとして挙げられる。
江戸時代の会津や米沢では飯豊信仰に基づき、成人儀礼として飯豊山を登山することが求められた（「通過儀礼#日本における通過儀礼」および「飯豊山神社#補足」を参照）。

### 職業
もともと伝統的に山で自然資源を得るための登山が存在した。たとえば東北地方に存在するマタギと呼ばれる狩猟集団が行っていたことである。今ではかなり人数が減少したが、マタギを行っている人はいる。また地元住民らが山菜やキノコを採って販売するために入山することも仕事としての登山である。山菜・キノコ採りは資源枯渇や自然環境に影響を与えるほどの量を採ることはせず、狩猟をする場合も乱獲は避けるのが望ましいとされる。
山麓から山頂まで荷物を人力で運ぶために登山する職業を歩荷（ボッカ）あるいは強力（ごうりき）といい、現在でもそれを行う人がいる。ヒマラヤ地方のシェルパという部族には、山で荷物運びを行ったり（下で説明するような）登山ガイドの仕事をして収入を得ている者が多数いる。
また、登山ガイドや登山家などもいる（登山ガイドは広義の登山家に含まれる）。
登山ガイドは登山の初心者やその山に不慣れな登山者のガイドを請け負い、山を案内して収入を得る。そのためその山に対する深い知識と、不慣れな登山者を安全に案内するための経験や技能が必要となる。登山がさかんな国（例えばフランスなど）では高山ガイドの資格認定を行っている組織がある。日本では現在は、公益社団法人日本山岳ガイド協会が、ガイドの資格認定を行っている。その資格には、世界中の山を案内できる国際山岳ガイドや、里山を案内する登山ガイドなどさまざまな資格がある。また長野県においては独自のガイド資格として信州登山案内人の資格を策定している。。
また、あまり数は多くないが、著名な登山家の一部は、8000m級の山を単独で登ったり無酸素登攀したりといった難しいアタックをする際、大企業やテレビ局とスポンサー契約を結び、それによって登山に必要な莫大な費用の一部もしくは大半を確保することがある。幸運にもアタックが成功した場合は企業の広告塔としてCMに出演したりすることなどによって、うまくすれば利益を得ることもある、だがアタックに失敗すると命を落としてしまったり、なんとか生還した場合でも、負傷してしまったり、スポンサー契約を失い苦境に陥ることもある。こういった登山家や山岳ガイドの中でも特に名前を知られている者は講演活動をしたり著書を出版して、生活費の足しにしたり、さらなる挑戦のための費用の一部を得る人もいる。

### 軍事
登山は軍事教練に利用される場合もある。1902年には青森県の八甲田山で八甲田雪中行軍遭難事件が発生した。こうした訓練を重ね、高地や急峻な地形での戦闘を得意とする山岳戦部隊を保有する国もある。

## 遭難・死亡

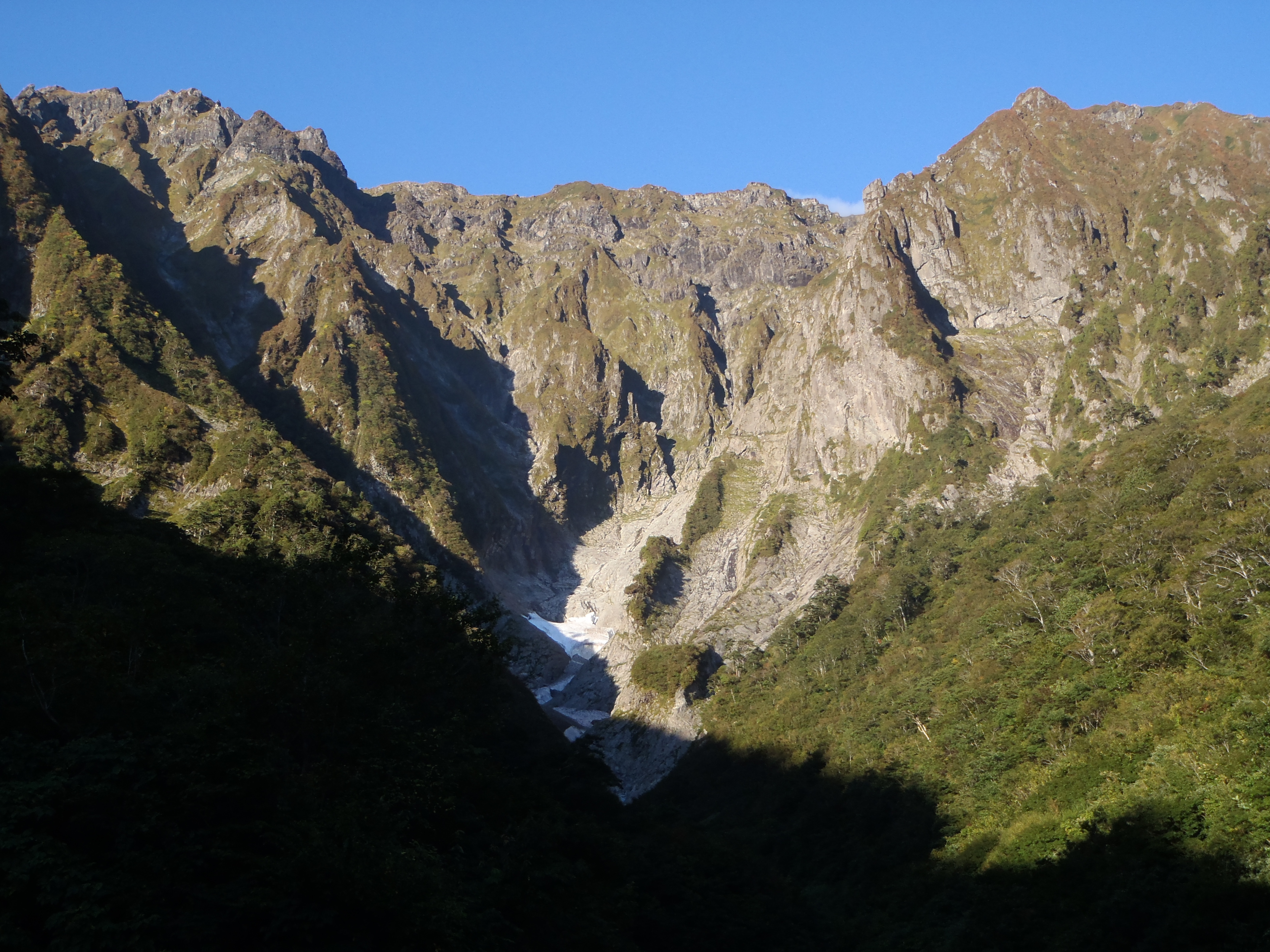
ギネス世界記録で最多死亡者数・最多遭難数を持つ山とされた谷川岳

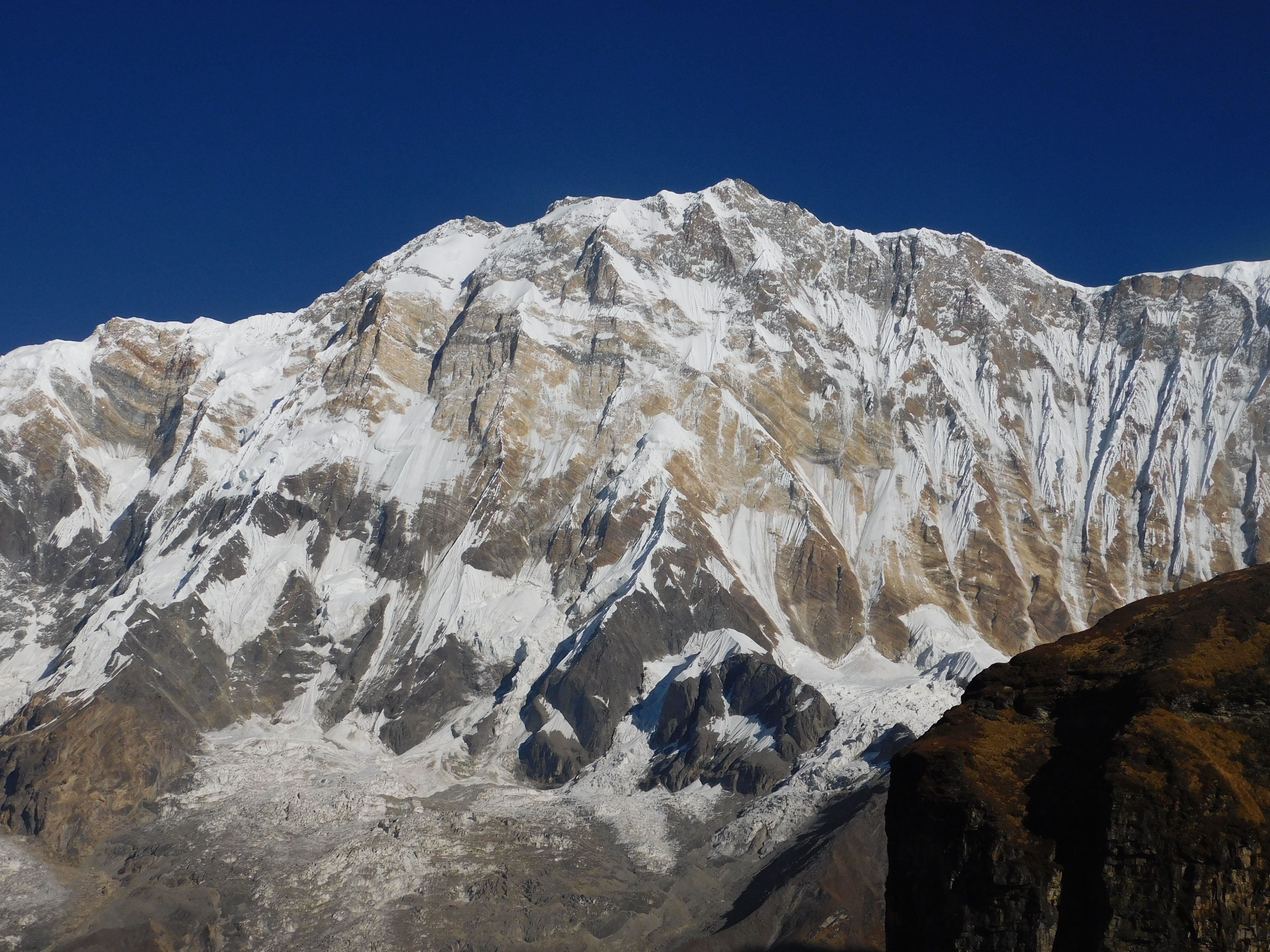
8000メートル峰で最も死亡率が高いアンナプルナⅠ峰

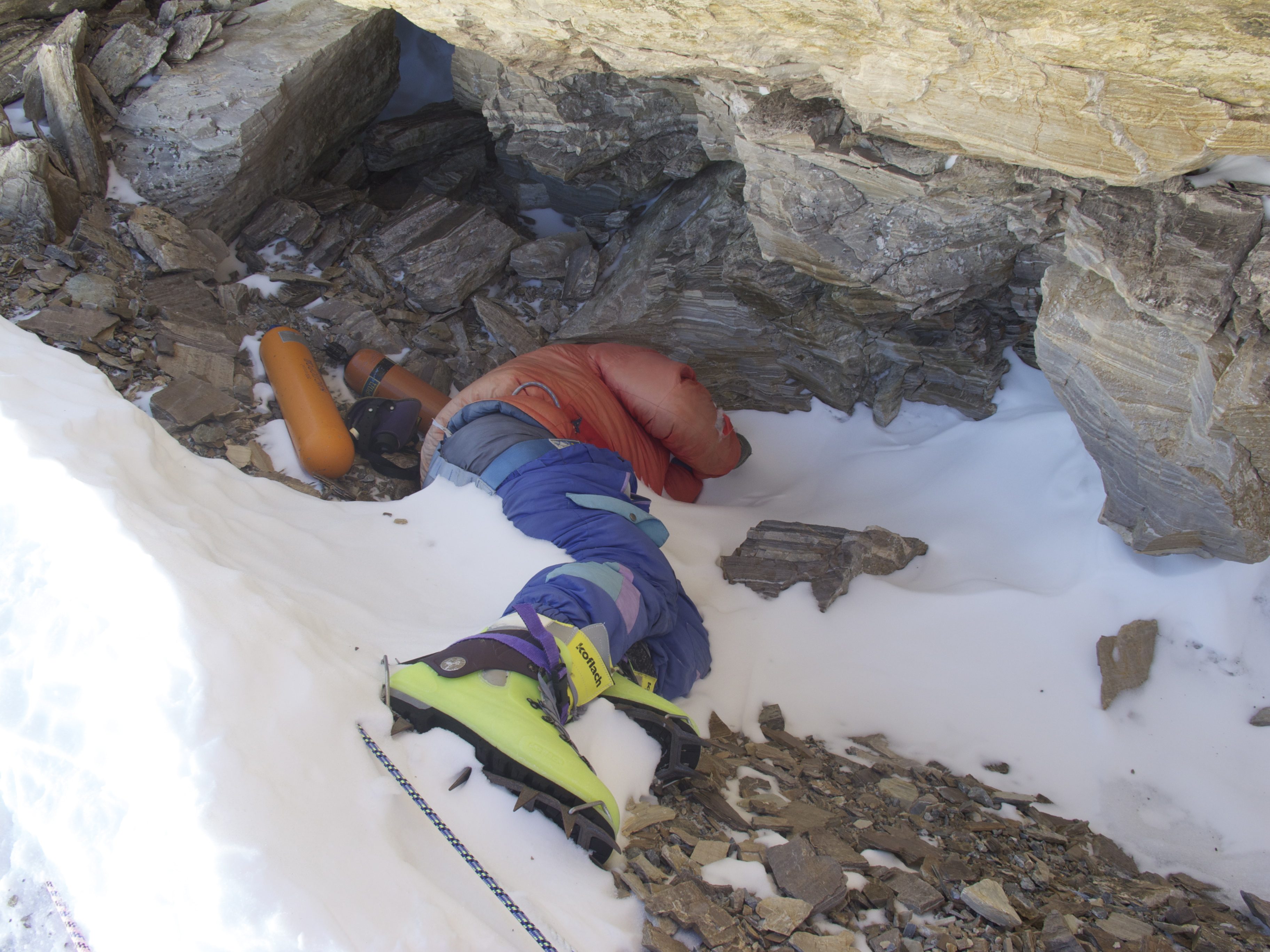
エベレストで死亡して登山者の目印となっていた身元不明登山者グリーンブーツ

### 時代別世代別状況
警察庁は、1961年（昭和35年）から毎年、日本国内の山岳遭難者数を取りまとめる統計資料によれば、年齢別の遭難者数の割合は、多い順から、
- 1972年（昭和47年）- 20代:66.6%、10代:16.7%、30代:11.1%、40代:5.6%、50代以上:0%
- 1998年（平成10年）- 50代:25.3%、60代:20.8%、40代:15.4%、70代:12%、20代:9.7%、30代:9.1%、10代:4.9%、80代:2.6%、90代および不明:0.1%
- 2008年（平成20年）- 60代:29.8%、50代:19.1%、70代:17.5%、40代:10%、30代:7.8%、20代:6.4%、10代:4.6%、80代:4.2%、90代および不明:0.4%

となっている、時代によって登山をする世代が異なることを示していると考えられる。
1990年（平成2年）前後からは中高年登山ブームが起こっていて、2008年（平成20年）に発生した山岳遭難者数1,933人のうち40歳以上の中高年者の数は1,567人、死者・行方不明者は281人中256人と過去最高を記録。2009年（平成21年）に発生した山岳遭難者数は2,085人、死者・行方不明者は317人とどちらも過去最高を更新。遭難者のうち55歳以上が6割を占め、とりわけ死者・行方不明者は9割を40歳以上が占めている2008年（平成20年）の数字では、遭難事故死者数は全体で253人、そのうち中高年者が234人となっていて、これらの数字からは、中高年者はアクシデントが起きたときに死に至る割合が高いということが読み取れる。朝日新聞による2010年（平成22年）の調べでは、2005年 - 2009年の7、8月の富士山への登山中に救護された人のうち、体調急変により心肺停止になった人が14人おり、うち11人が45 - 69歳である。

### 要因と対策

#### 病気・怪我
高度のある山は、見た目でわかる以上に平地と環境が違うので、ふだんの生活では自覚されないで隠れている持病が悪化することが考えられるという。
2009年（平成21年）夏、富士登山で高山病と診断された人が537人いるという。
また、天気の急変や高地で温度も低下するため低体温症が、動き回ることで脱水症・熱中症などが起きやすい。

#### 落石・土砂崩れ・雪崩
登山中に上から崩れ落ちてきた石あるいは岩塊が身体に当たって死傷する事故が発生することがある。落石の発生原因は自然発生的なものもあれば、人が誤って脆い地盤を踏んで発生させてしまうものもある。
落石の時は、ラク！と叫ぶのがマナーとされるが、落石の落（ラク）か、英語での警告Rock（岩の意、ロック）！から来たものかは不明。

#### 噴火
2014年9月27日に御嶽山が噴火して登山者に多数の死傷者を出した。この御嶽山での噴火を受けて各地で対応策の検討が行われている。山梨県の横内正明知事は御嶽山での噴火を受けて富士山でも水蒸気爆発等の突発的な事態に備え登山者にマスクやヘルメットの持参を呼び掛ける必要があるとの考えを示した。
2014年の御嶽山噴火を受け、2015年7月に活動火山対策特別措置法が改正されて新たに「登山者は、火山の噴火等が起こった際に円滑、迅速に避難できるよう、必要な手段を講じるように努めなければならない。」（第11条第2項）という規定が定められた。また、火山周辺の一部の施設については、避難確保計画の作成等が義務づけられた。

#### 火山ガス
無風の際には火山ガスが散りにくくなる環境、比重が重いことから窪地で窒息事故が起きやすい。

#### 天候の変化
山は急に天候が変化する。遭難時が必ず悪天候とは限らないが、その多くは悪天候の時である。
登山前に天気予報の確認と登山計画を立てる。無理そうなら登山を諦める決断。レインコートなどの雨具やエマージェンシーシートなどの備えを準備する。
雷は、平地より発生しやすく、気温が上昇しやすい午後以降に起きやすいため、早朝や午前中の行動を心掛け、雷を回避する知識を身に着ける。

#### 道に迷う
最も多いのが道に迷う遭難で、低い山ほど迷いやすい。事前対策として携帯電話のマップ機能を使うほか、登山届を提出し発信機を持つなどがある。また、来た道を引き返し正しいルートに戻るか、山頂や尾根を目指し下ってはいけないなどがある。

#### 難易度の等級づけ
ヨーロッパ・アルプスおよびロシアでは、山のコースごとに難易度を決める試みがなされており、登山者の経験にも等級が付けられつつある。日本でも、山やルートごとに難易度を示す「グレーディング」（難易度評価）が全国に広がっている。2014年に長野県が公表し、2017年夏時点では7県の600以上のコースについてグレーディングが公表されている。
難所 (登山)

## 治療やサポート・健康問題
- 高山病、急性高山病（acute mountain sickness：AMS）、高地脳浮腫（HACE）、高地肺水腫（HAPE）
- 高度が人に与える影響を抑えるためには、徐々に高度を上げる高地順化が求められる[87]。
- 低体温症
- 矛盾脱衣 - 寒さを暑さと誤解して衣服を脱いでしまう現象。
- 夏山診療所
- 山小屋
- ビバーク
- 救助要請、山岳救助(山岳救助隊 (消防)、山岳警備隊)
- 歩荷、ポーター（英語版）（剛力）、シェルパ、山岳ガイド
- 登山用GPS地図アプリ

薬、処置
- デキサメタゾン - HACE、HAPEの治療薬。
- 高山病予防薬アセタゾラミド
- ニフェジピン - HAPE治療薬
- ホスホジエステラーゼ阻害薬 - HAPE治療薬
- 酸素吸入
- ポータブル高圧チャンバー（英語版）(可搬式高圧治療袋)[88]
- 下山（緊急搬送）
- 高地用医療車両[89]
- 3SABCDE - 傷病者の初期対応である。2s（安全性Safty・状況確認Scan）、Spine（背骨をまっすぐ）、気道確保（Airway）、呼吸確保（Breathing）、循環器確認（心肺蘇生法 Circulation）、障害 (Disability、怪我の確認)、暴露 (Exposure、熱中症や低体温症対策の保温・冷却)[90][91]。

## 自然に優しい登山
ストックの乱用と中高年登山ブームが相乗したことにより、登山道が踏圧による洗掘と流水による土砂流出、拡幅したりすることにより大量の土壌の流出や裸地化を招いてしまっている。
ゆっくりと歩く
「フラット歩行」を身に付けて、 土や岩をけったり植物を踏むような乱暴な歩き方は極力避けること。｢歩かせていただきます｣という謙譲な気持ちをもってローインパクトでなければならない。
- 歩幅は小さく小股歩く。
- 足裏全体を地面につけるように斜面に対してフラットに靴をおく[94]。
- 事故が多く、膝や足を痛めることが多い下り道は、しなやかにゆっくりと歩く。
- ストックの先にはゴムキャップをつけて、登山道を痛めないようにする[95]。

## 登山と自然破壊の問題

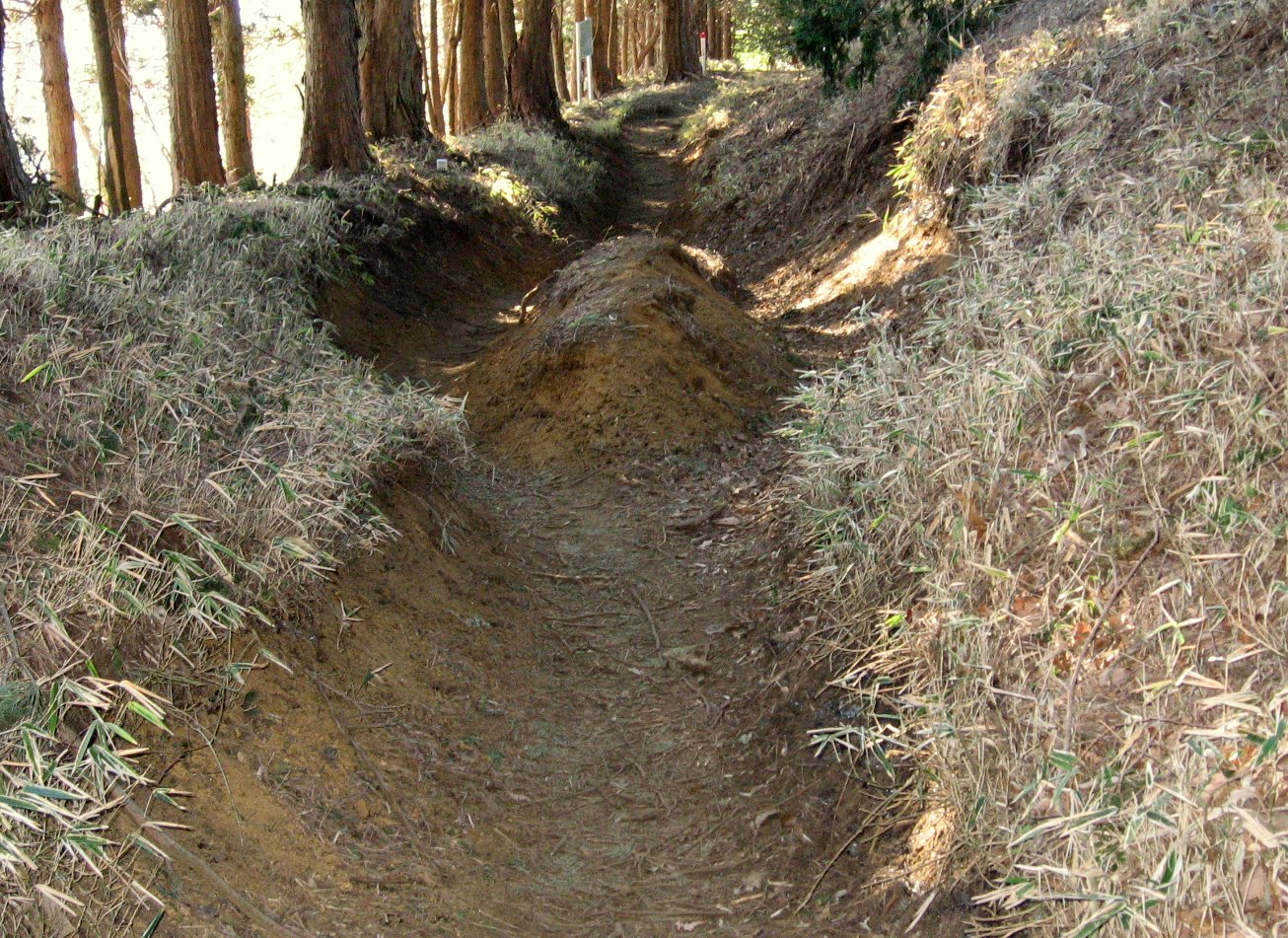
丹沢山地・大倉尾根の大きくえぐられた登山道。前方は登山道が2本に分かれ、中央が島のようになっている。

近年、登山人口が増加したことによる自然に対するダメージが目立ってきている。例としては、ゴミやタバコを持ち帰らずポイ捨てする、むやみに木や枝を折る、遊歩道を歩かず、貴重な植物を踏んでしまうなどがある。これらは本来、登山者にとって守るべきマナーであるが、登山を始めたばかりの登山者の中にはそれを知らず結果的に自然や景観に影響を与えてしまうことがままある。以下に具体的な例を挙げる。
ごみの問題
登山の途中に発生するゴミは、原則的に当人が持ち帰らなければいけない。プラスチックやペットボトルなどの化学合成品は分解が遅く、長く自然界にとどまるため生態系に悪い影響を及ぼすとされる。また、生ゴミであれば捨てて良いというわけではなく、過多な栄養はその地に住む動植物の生態系を変え、結果的にはそれまでの生態系を破壊してしまう結果にもなる。
植物の盗掘
また、よくあるのが植物の持ち帰りである。高山植物は学術的にも貴重であり、ほとんどの山で持ち帰りが禁止されている。しかし、それを知らないがために野の花を摘むように持って行ってしまう登山者がある。あるいは、高山植物の生息域にロープ等で立ち入り禁止が示されているにも関わらず、自宅での鑑賞のために持って帰ってしまう者、悪質なものは土を掘り返し根元から大量に持ち去ってしまうこともある。代表的な高山植物であるコマクサは、その美しさに愛好家も多い花だが、山からの盗掘もまた多い。逆に、盗掘した植物を、本来その植物が自生していない別の山に移植してしまうケースも発生している。
動物生態系への影響
多くの登山者が山に入ることによる、野生動物が安心と思う住領域の縮小、また人間の持ち込んだごみにより、野生動物の食環境の変化、また人間が出すごみを好む動物が増えてしまうなどの影響が考えられる。また犬を連れての登山を禁止している山もある。これは犬が病原体を持ち込んだり野犬となったりして、野生動物の生態が乱されるのを恐れての処置である。また登山道における糞尿などのトラブルも発生している。犬連れ登山禁止に対しては、「長年犬は山小屋、猟師で飼われてきたが、犬から野生動物への病気感染があったか疑問である」「人間の方が犬より環境インパクトが大きい」などの反論がある。
排泄物の処理
槍ヶ岳や剱岳、八ヶ岳、尾瀬など、人気のある山においては山小屋での排泄物の処理が問題となる。以前は屎尿の処理は土に返すだけの処理であったが、登山人口の増加に伴って人間の排泄物が自然に与える影響が無視できない状況になってきた。加えて、排泄物に含まれる大腸菌等によって湧水が汚染され、飲用できなくなる事態も発生している。そこで、現在ではヘリコプターなどで排泄物を運搬、しかるべき施設で処理する方法や微生物で分解するバイオトイレなどへと変化して来ている。運送費や諸経費の調達のため、場所によっては山小屋の利用料を値上げしたり、トイレの使用料を取る山小屋もある。登山における休憩中の排泄も人数が多くなれば悪臭や栄養過多で影響を与えるため、簡易トイレの使用も推奨されている。
高地への登山では高地順応のため一定期間キャンプに滞在して離れた場所に建てられたテントの下に穴を掘り樽を設置して排便を行う。しかし、さらに標高が高くなると地面が凍り付いて固くなり排便の処理が行いにくくなる。また、高所では寒冷で空気も薄いため自然分解されず、放置されると糞便によって病気にもなるため持ち帰ることが推奨される。そのため登山用携帯トイレ（poo bags、排便用封筒）を義務付けられている場合がある。
登山道の荒廃
近年の中高年の登山ブームにおけるオーバーユースによって登山道の荒廃が広がっている。加えて、えぐれた登山道では雨が降るとぬかるみ、それを避けるために登山道脇を歩くことによって植生は失われ、登山道が広がり中には車が通れるほどの広さになっている登山道もある。また、最近では登山時に腰やひざの負担を軽減する目的でステッキやストックなどを使用する人が多くなってきているが、それらで登山道の土が掘り起こされ、柔らかくなった土が雨で流出するなど登山道が荒れる原因になっている。

## 登山禁止とマナー問題
西ヨーロッパの最高峰モンブラン登山の出発点となるサンジェルベ・レ・バンの市長は、2017年8月に「適切な装備を整えていない登山者」に対して即時罰金を科する条例を発布した。これは、連続する死亡事故を受けての措置である。
2023年5月31日、インドネシアのバリ州知事ワヤン・コスターは観光客の相次ぐ迷惑行為を受けて、「山々は聖なる存在として崇拝されている。その神聖さが損なわれれば、それはバリの神聖さをおとしめるに等しい」と述べ、バリ州にある22山の登山客の登山、宗教儀式や災害対処などの理由のない地元住民の登山を無期限禁止とした。
日本では、富士山への休憩なし、装備なしの弾丸登山に対して、多くの自治体などが警戒しており、場合によっては登山制限などの検討を行っている。

## 登山に関する組織・団体

### 山岳会
登山愛好者の団体を山岳会（さんがくかい）と称する。山岳会には山または歩くことにちなんだ名前が付けられることが多い。
学校または職場単位で結成される山岳会は部活動として特に山岳部や登山部、ワンダーフォーゲル部などと称する。
1857年には世界最初の山岳会である英国山岳会が設立され、1905年には日本最初の山岳会である日本山岳会が設立された。それ以降も日本国内で様々な山岳会が結成され、全日本山岳連盟（現・日本山岳・スポーツクライミング協会）と勤労者山岳会（現・日本勤労者山岳連盟）のような統括団体が生まれた。
山岳会は主に団体での山行や会員同士による登山技術の研修指導を行っている。会によっては、登山道もしくは山小屋の維持修繕、救助活動の支援、非会員への講演・研修、森林の保護、高山へ挑戦する会員の支援などを行っている。また、登山用品メーカーに対しては消費者団体としての側面も持つ。

### 登山ガイド団体・登山学校
1965年にイタリア、フランス、オーストリア、スイスの山岳ガイド協会の会議が行われ、国際山岳ガイド連盟が設立された。
日本の山岳ガイドは、古くは強力（ごうりき）が行っていた。1934年ごろの富士山表口強力案内組合には100名を超える強力が加盟していた。1990年に日本山岳ガイド連盟が設立され、翌1991年に国際山岳ガイド連盟に加入した。2003年に日本山岳ガイド連盟と日本アルパイン・ガイド協会は合併し日本山岳ガイド協会に改組した。
フランス、スイス、オーストリア、ロシア、インドなどに登山学校があり、指導者養成と研修が行われている。日本では立山に国立登山研修所があるほか、神奈川県、長野県、兵庫県に県立の登山学校がある。

### 競技者団体
- 日本山岳・スポーツクライミング協会
- 日本勤労者山岳連盟
- 日本フリークライミング協会
- 全国高等学校体育連盟

### 山岳遭難対策協議会
山岳事故を防止・救難するための情報提供を行ったり、警察・消防などの公的機関に協力して救助活動を行う団体である。山岳遭難防止対策協会、山岳遭難防止対策協議会など地域によって名称に若干の差異があるが活動内容はほぼ同一である。1964年以降国立登山研修所とスポーツ庁等が全国山岳遭難対策協議会を毎年開催している。
また、1992年に東京都山岳連盟の提唱により日本山岳レスキュー協議会が設立され、遭難救助に関する情報交換を行っている。

### 行政機関
- 日本では管轄の警察や消防、自衛隊が山岳事故の防止活動と山岳救助を実施している。詳細は山岳救助を参照。
- 市町村では地域振興課や観光振興課のような名称の部署があり、登山道に関する情報を発信していることがある。
- 東京都においては環境局に自然保護専門員を設置し、登山マナーの啓発指導・密猟盗掘の監視・登山道の管理を行っている。詳細は東京都レンジャーを参照。
- 国においては国立公園の管理を環境省が行っているが、登山技術の向上という点では文部科学省およびスポーツ庁（独立行政法人日本スポーツ振興センター国立登山研修所）がその担当である。
- 国土地理院は自治体と協力して、登山道の調査と地図への反映を担当している。登山道の改廃を早く反映させるため、2017年12月には登山者からインターネットで情報を収集する民間企業であるヤマレコ（長野県松本市）、ヤマップ（福岡市）と協定を結んだ[104]。

### 芸術文化団体
山を対象にした画・写真などの作家団体が存在する。山全般を対象にする団体や、富士山など特定の山や地域を対象にする団体がある。

### 登山用品メーカー・販売店など
登山用品は多岐にわたるため、登山用品に限っても多くの総合・専門メーカーが存在する。
また、登山専門を謳わないアウトドア用品メーカーや総合スポーツ用品メーカー、一般の衣類メーカーなどでも登山に使用できる用品を作成・販売している。
総合スポーツ用品店を含む登山用品販売店では、登山学校と称して登山知識や技術の講習会を実施していることがある。
この他に登山に関連するビジネスとしては、登山客の輸送・宿泊を担う交通・旅行会社や旅館・ホテル・山小屋などの観光産業、ヤマレコのようなインターネットでの登山情報の提供、登山地図や雑誌の出版社などがある。

## 季語

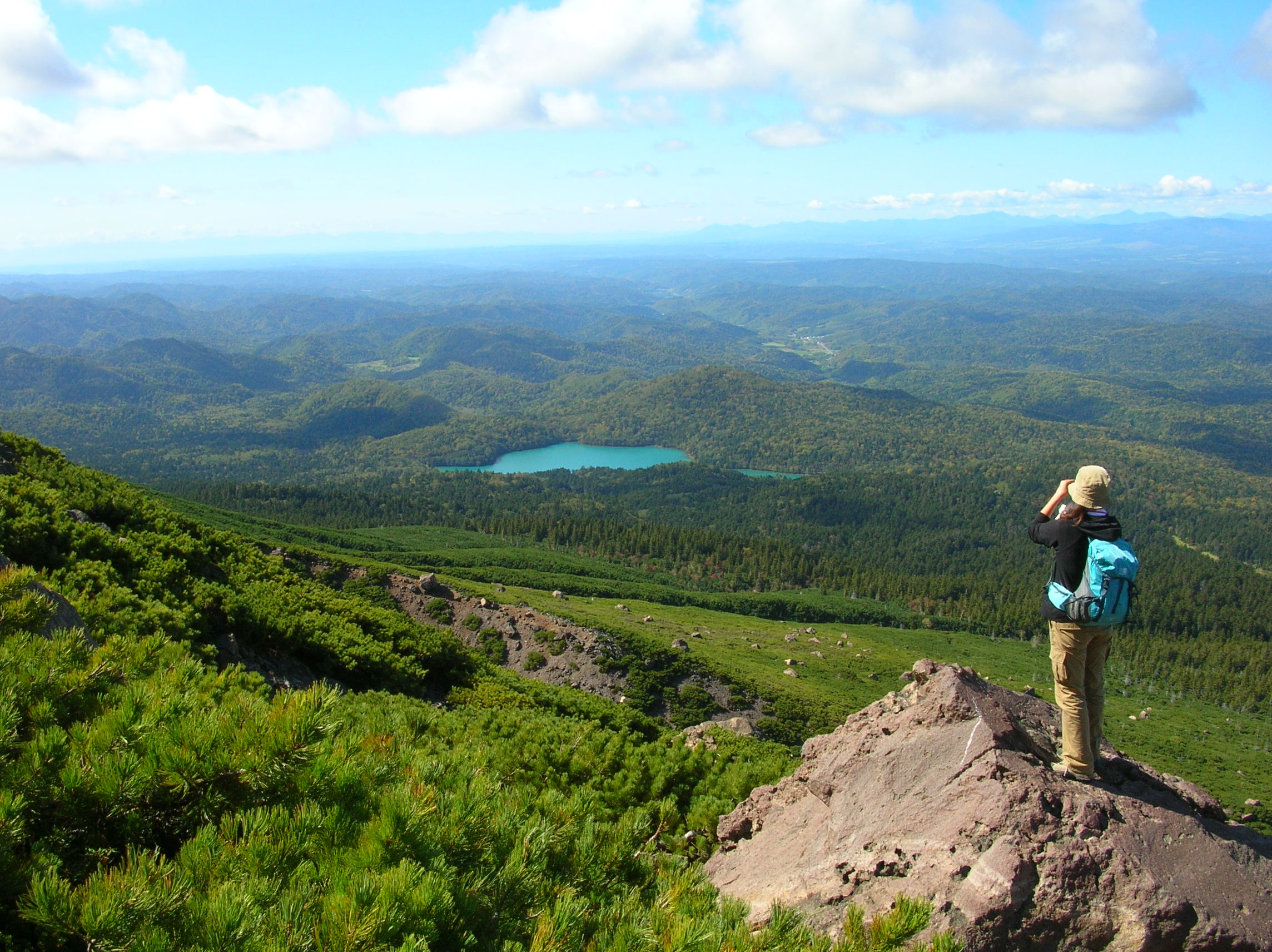
北海道の山に登り、見晴るかす大地を望む／画像は雌阿寒岳からの風景。

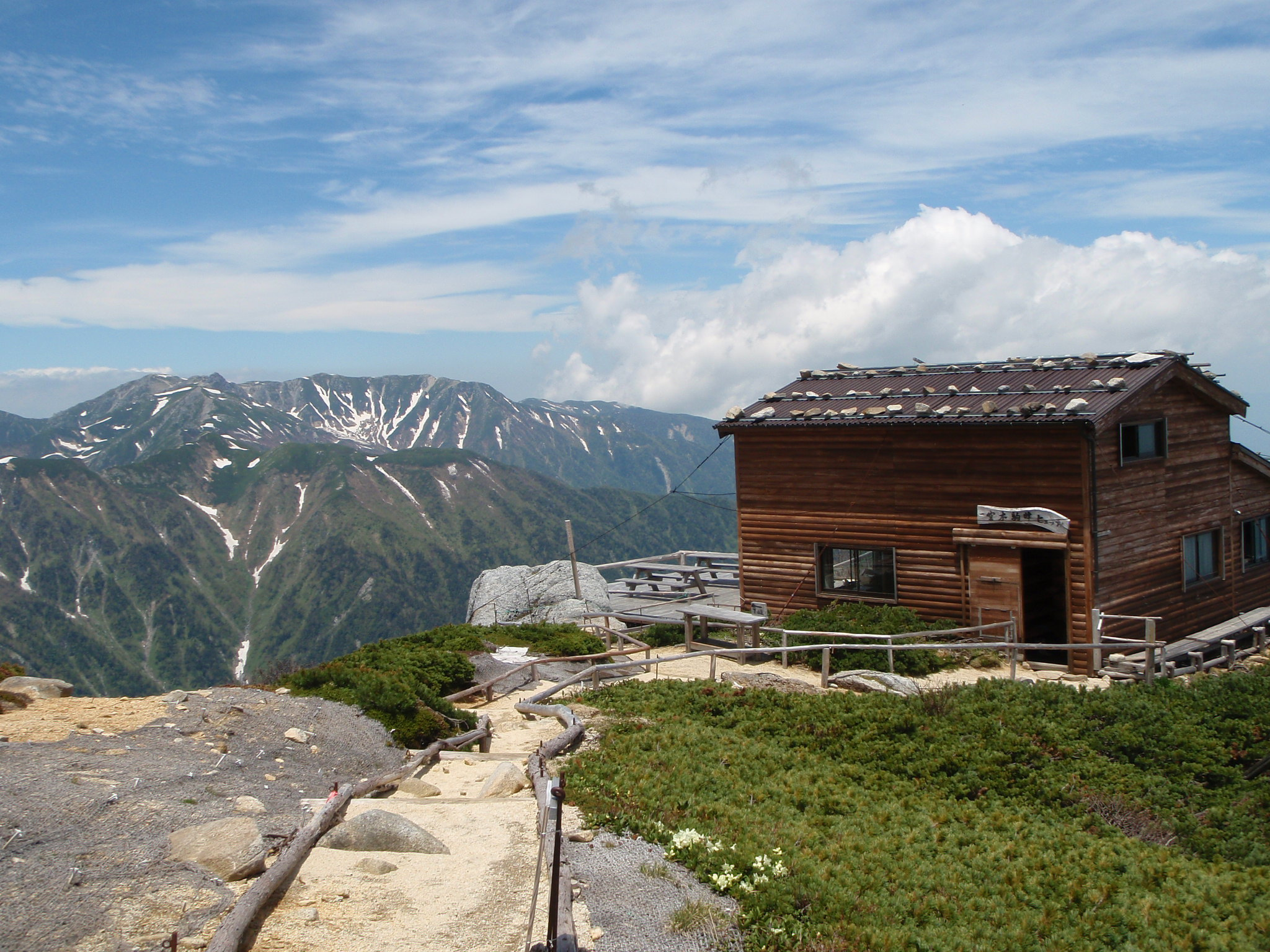
日本の山小屋／画像は、中央アルプス、空木駒峰ヒュッテ。

季語としての登山（とざん）は、夏の季語（晩夏の季語）である。分類は行事/人事。季語の世界では「登山」は「山に登ること」全般を指す。
「登山」を親季語とする子季語は、以下のとおり、かなり多い。山登り（やまのぼり。山に登ること。登山）、登山宿（とざんやど。登山者のための宿）、登山小屋（とざんごや。登山者のための小屋）、山小屋（やまごや）、登山口（とざんぐち。山の登りくち）、登山杖（とざんずえ。登山のときに使用する杖）、登山笠（とざんがさ。登山のときに使用する笠）、登山帽（とざんぼう。登山のときに使用する帽子）、登山馬（とざんうま。山登り用の馬）、登山電車（とざんでんしゃ。登山用の鉄道）、登山地図（とざんちず。登山するための地図）、ザイル、寝袋（ねぶくろ）。
関連季語として歳時記に記載されていないものの、関連性のある季語としては、夏の山（なつのやま。三夏の季語。分類は地理）とその子季語（夏山〈なつやま。夏の青葉が繁った山〉、夏嶺〈かれい。夏山と同義〉、青嶺〈あおね、歴史的仮名遣：あをね。夏山と同義〉、夏山路〈なつやまじ。草木の生い繁った夏の山路〉、夏山家〈なつやまが。草木の生い繁る夏の山中の家〉、青き嶺〈あおきみね。夏の山〉、山滴る〈やましたたる〉、滴る山〈したたる山。五月山［さつきやま。陰暦5月ごろの緑の多い山］の異称〉、翠巒〈すいらん。緑色に連なる山々〉）を始め、ケルン（山頂や山道に道標や記念として石を円錐形に積み上げたもの。登山で亡くなった人を哀悼する記念碑もある。晩夏の季語。分類は人事）、積石（つみいし。ケルンと同義で子季語）、冬登山（ふゆとざん。冬山の登山。危険を伴ない、遭難者も多い。冬の季語。分類は地理）を挙げることができる。登山靴（とざんぐつ）を挙げる場合もある。

## 登山を扱った作品
- 登山ガイドブック（英語版）

### 登山雑誌
- 『山と溪谷』山と溪谷社（1930年 - ）
- 『ケルン』朋文堂（1933年 - 1938年）
- 『岳人』モンベルネイチュアエンタープライズ（1947年 - ）東京新聞（1949年 - 2014年）
- 『岩と雪』山と溪谷社（1958年 - 1995年）
- 『ワンダーフォーゲル』山と溪谷社（1975年 - ） 『夏山JOY』、『ヤマケイJOY』を経て現誌名になる。
- 『Fall Number』白山書房（1979年 - 1982年）
- 『クライミングジャーナル』白山書房（1982年 - 1991年）
- 『ROCK & SNOW』山と溪谷社（1998年 - ）
- 『CLIMBING joy』山と溪谷社（2008年 - 2017年）
- 『PEAKS』枻出版社（2009年 - ）
- 『ランドネ』枻出版社（2009年 - ）
- 『ヒュッテ』山と溪谷社（2010年 - 2014年）
- 『WILDERNESS』枻出版社（2013年 - 2017年)

### 小説
登山に限らず、いわゆる山岳小説と呼ばれるジャンルである。
- ボードマン＝タスカー山岳文学賞（英語版）

## 登山に関するイベント
- 全国高等学校総合体育大会登山競技大会
- ピークハント（英語版）(peak bagging) ‐ 日本百名山登頂などの著名な山の一覧を登頂する試み。
- 山の日

### 賞
- ピオレドール賞 - 優秀な登山家に贈られる国際的な賞。フランスの「ピオレドール（金のピッケル）」の事務局によって授与者が決定される[109]。
- Golden Pitons（フランス語版）
- スノーレオパルド勲章（英語版）(ロシア語: Снежный барс) - ソビエト連邦で優秀な登山家に贈られていた賞。旧ソ連国内にある標高 7,000 m以上の山を５つ登ることが条件[110]。
- オリンピックのアルピニズムへのメダル授与

芸術
- ボードマン＝タスカー山岳文学賞（英語版）
- バンフ・マウンテン・フィルム・フェスティバル（英語版）
- バンフ・マウンテン・ブック・フェスティバル（英語版）